# Jugabilidad de Pokémon
Los juegos de Pokémon involucran capturar y entrenar criaturas ficticias llamadas "Pokémon" y utilizarlas para combatir contra otros entrenadores. Cada nueva generación de juegos desarrolla este concepto al introducir nuevos Pokémon, objetos y conceptos a la jugabilidad. Algunos de los conceptos generales aparecieron en otros medios de la franquicia antes de ser introducidos a los juegos, por ejemplo, los combates dobles aparecieron en el anime mucho tiempo antes de que aparecieran en los juegos y las habilidades son similares a los anteriormente conocidos como Poké-POWER, introducidos en el juego de cartas coleccionables, el cual también introdujo a los Pokémon variocolores, el fenómeno en el que un Pokémon tiene colores diferentes al original. El competitivo de Pokémon es donde los jugadores alrededor del mundo combaten entre ellos con Pokémon. Sin embargo, se necesita algo de estrategia, la que involucra tener Pokémon con características altas y elegir movimientos superefectivos.
| 1996 | Rojo y Verde                          |
| 1996 | Azul                                  |
| 1997 |                                       |
| 1998 | Amarillo                              |
| 1998 | Rojo y Azul                           |
| 1999 | Oro y Plata                           |
| 2000 | Cristal                               |
| 2001 |                                       |
| 2002 | Rubí y Zafiro                         |
| 2003 |                                       |
| 2004 | Rojo Fuego y Verde Hoja               |
| 2004 | Esmeralda                             |
| 2005 |                                       |
| 2006 | Diamante y Perla                      |
| 2007 |                                       |
| 2008 | Platino                               |
| 2009 | Oro HeartGold y Plata SoulSilver      |
| 2010 | Negro y Blanco                        |
| 2011 |                                       |
| 2012 | Negro 2 y Blanco 2                    |
| 2013 | X e Y                                 |
| 2014 | Rubí Omega y Zafiro Alfa              |
| 2015 |                                       |
| 2016 | Sol y Luna                            |
| 2017 | Ultrasol y Ultraluna                  |
| 2018 | Let's Go, Pikachu! y Let's Go, Eevee! |
| 2019 | Espada y Escudo                       |
| 2020 | La Isla de la Armadura (DLC)          |
| 2020 | Las Nieves de la Corona (DLC)         |
| 2021 | Diamante Brillante y Perla Reluciente |
| 2022 | Leyendas: Arceus                      |
| 2022 | Escarlata y Púrpura                   |

## Estructura del juego
Todos los juegos de Pokémon tienen lugar en una región ficticia del mundo Pokémon y comienza con el jugador recibiendo un Pokémon inicial, normalmente del profesor Pokémon de la región. Al viajar por la región, capturar y evolucionar Pokémon y derrotar a otros entrenadores en combate, el jugador aumenta el tamaño y la fuerza de su colección de Pokémon. Una subtrama importante de los juegos derrotar a una organización criminal, cuyos objetivos suelen ser dominar el mundo a través del abuso de los Pokémon. Estas organizaciones incluyen el Team Rocket, el Neo Team Rocket, el Equipo Aqua y el Equipo Magma, el Equipo Galaxia, el Equipo Plasma, el Neo Equipo Plasma, el Team Flare, el Team Skull, la Fundación Aether, la Unidad Ultra, el Team Rainbow Rocket, el Team Yell y Macrocosmos.
A lo largo del mundo Pokémon, se pueden encontrar varios edificios, tales como los centros Pokémon, las tiendas Pokémon, los gimnasios y, en Sol y Luna, algunos lugares en los que se llevan a cabo las pruebas. En un centro Pokémon, el jugador puede curar gratis a sus Pokémon y acceder al PC, donde los jugadores pueden organizar su colección de Pokémon, almacenar y retirar objetos y evaluar su Pokédex. Antes de Pokémon X e Y, aquí también es donde los jugadores pueden conectarse con otros cartuchos o tarjetas de juego para combatir o intercambiar Pokémon con otros jugadores. En las tiendas Pokémon, los jugadores pueden comprar objetos con el dinero que ganan durante los combates; algunas ciudades pueden tener tiendas especializadas, como farmacias o megamercados. Generalmente, las ciudades contienen un gimnasio Pokémon, el cual alberga a un poderoso entrenador conocido como líderes de gimnasio. Derrotarlos le concede al jugador una medalla de gimnasio; después de ganar ocho de estas medallas, el jugador puede desafiar al Alto Mando y al campeón de la región. Los gimnasios no aparecen en Sol, Luna, Ultrasol y Ultraluna, siendo reemplazados por pruebas que cumplen la misma función. Al completar una prueba, el jugador recibe un cristal Z, el cual le concede a un Pokémon el acceso a un movimiento extremadamente poderoso, llamado movimiento Z. La tendencia de los gimnasios continúa en Espada y Escudo.
Una vez que el jugador logra conquistar los 8 gimnasios (o todas las pruebas) o si los Pokémon del jugador son lo bastante fuertes, el jugador aprende más sobre la leyenda de la región y puede abrir la oportunidad de convocar, combatir y capturar, en una ubicación determinada, al Pokémon legendario mascota de la versión del juego. Si el jugador no quiere que el combate dure mucho tiempo, puede utilizar la Master Ball, ya que es la Poké Ball definitiva debido a que es capaz de capturar a cualquier Pokémon por tener cero probabilidades de fallar.
Completar la historia principal desbloquea otras características de los juegos; principalmente dándole al jugador acceso a sitios inaccesibles de otra manera. Muchos juegos tienen también edificios dedicados a los combates, como el Frente Batalla, la Torre Batalla y la Mansión Batalla. Luego del final del juego, este se vuelve virtualmente abierto y el objetivo definitivo del jugador es obtener al menos un miembro de cada de especie diferente de Pokémon, para así completar la Pokédex. El número de Pokémon aumenta con cada generación de juegos, empezando en 151 en la primera generación y llegando a 905 en la octava generación, sin embargo, en Espada y Escudo, no se pueden capturar algunos de los Pokémon de las generaciones más antiguas.

### Gimnasios Pokémon
Los gimnasios Pokémon (ポケモンジム Pokémon Jimu?) son edificios localizados en el mundo Pokémon, donde los jugadores pueden entrenar o competir para clasificar a la Liga Pokémon. Aunque la organización interna de los gimnasios Pokémon puede variar, la mayoría se especializa en un determinado tipo de Pokémon y a todos los preside un líder de gimnasio (ジムリーダー Jimu Rīdā?), quien es un entrenador formidable que sirve de jefe. Los gimnasios se pueden encontrar en muchos pueblos y ciudades del mundo Pokémon.
En todos los gimnasios, hay varios entrenadores de gimnasio que el jugador puede enfrentar antes de combatir contra el líder de gimnasio. Estos entrenadores suelen estar situados de forma tal que el jugador está forzado a combatir contra ellos. Al derrotar a un líder de gimnasio en combate, los entrenadores ganan una medalla (バッジ Bajji?), la cual sirve como prueba de su habilidad y es una parte clave para avanzar en la trama; además, el jugador ganará también una máquina técnica (MT) (antes de Sol y Luna), la cual le permite al jugador enseñarle a sus Pokémon un movimiento determinado; por último, generalmente, el jugador podrá también utilizar los efectos de una de las varias máquinas ocultas (MO) fuera de los combates, como la capacidad de cruzar cuerpos de agua con el movimiento surf o la capacidad de quitar algunos árboles de los caminos con el movimiento corte. En Espada y Escudo, para continuar por el gimnasio, un entrenador tiene que completar un reto de gimnasio, el cual es esencialmente un minijuego.A medida que el jugador va reuniendo las medallas de gimnasio, aumenta el nivel máximo al que los Pokémon obtenidos por intercambio obedecen sus órdenes.
Luego de derrotar a los ocho líderes de gimnasio, el jugador puede atravesar la Calle Victoria y luego proceder a la Liga Pokémon y desafiar al Alto Mando (四天王 Shitennō?) y al campeón (チャンピオン Chanpion?) de la región; derrotarlo se considera como el objetivo del juego. Sin embargo, en Espada y Escudo, al Alto Mando lo reemplaza por la Copa de Campeones, el cual es un torneo de eliminación directa que consta de una semifinal y una final. En la semifinal, el jugador desafiará a Paul y a Roxy. Justo antes de que las finales comiencen, Berto (quien para ese momento se ha convertido en un líder de gimnasio entrenado por la líder Sally, quien se está retirando en ese momento), interrumpe su desarrollo, pretendiendo desafiar al jugador. Después de derrotarlo, el jugador combatirá contra Cathy, contra Judith o Alistair y contra Roy. Si el jugador derrota a los tres oponentes, tendrá la oportunidad de enfrentarse a Lionel, el campeón de la Liga Pokémon de Galar. Espada y Escudo son los únicos juegos que no tienen una Calle Victoria, ya que la sede de la Liga Pokémon de la región de Galar está localizada en Ciudad Puntera, una representación ficticia de Londres.

### Recorrido insular
En los juegos Sol, Luna, Ultrasol y Ultraluna, no hay gimnasios ni líderes de gimnasio. En cambio, el jugador recibe varias "pruebas" de parte de personajes conocidos como capitanes. Una prueba normalmente le presenta al jugador una tarea que tiene que completar para hacer aparecer a un Pokémon dominante, el cual es una versión más poderosa de una determinada especie de Pokémon. Una vez que el jugador ha convocado y derrotado al Pokémon dominante, este recibe un cristal Z, un objeto que permite que un Pokémon utilice movimientos poderosos conocidos como "movimientos Z". Al completar todas las pruebas de una isla, el jugador puede desafiar al "Kahuna" de esa isla en un combate Pokémon normal. El jugador puede desafiar a la Liga Pokémon después de haber completado las cuatro grandes pruebas. Después de derrotar al Alto Mando, el jugador puede defender su título de campeón derrotando a un retador.

## Entrenamiento de los Pokémon

### Combates Pokémon
Los combates forman una parte fundamental de la mecánica de los juegos de Pokémon. Estos suelen realizarse frente a otros NPC del juego en las rutas entre los pueblos y ciudades del juego, en los Gimnasios, etc., y se utilizan para fortalecer a los Pokémon y lograr ciertos objetivos dentro del juego; también se puede combatir entre jugadores al conectar dos consolas con el mismo videojuego de Pokémon.
Pokémon utiliza un sistema basado en turnos. Cuando el jugador desafía a un entrenador o se encuentra con un Pokémon salvaje, la pantalla cambia a una escena de combate con el Pokémon del jugador, el Pokémon oponente, sus respectivas barras de PS y un menú de opciones. El jugador, como máximo, podrá llevar consigo hasta seis Pokémon en su equipo, pero envía automáticamente a combatir al primer Pokémon del equipo. Al comienzo de cada turno, ambos jugadores pueden elegir entre atacar, usar un objeto, cambiar a su Pokémon por otro de su equipo o intentar huir del combate, aunque esta última opción solo se podrá escoger contra un Pokémon salvaje. Si ambos Pokémon atacan, se determina cuál lo hará primero según su velocidad, aunque algunos movimientos, objetos y efectos pueden contrarrestar la estadística de dicho Pokémon. Si alguno elige cualquier otra opción, esta se lleva a cabo antes de los ataques.
Los Pokémon utilizan los movimientos para reducir los PS de su adversario a cero, punto en el que el Pokémon se debilita (ひんし hinshi?) y es incapaz de combatir. Si el Pokémon del jugador gana, recibe puntos de experiencia, que se irán acumulando hasta alcanzar los puntos necesarios para que el Pokémon suba de nivel. Si el Pokémon del jugador se debilita, se puede utilizar otro Pokémon; mientras que, en combates contra Pokémon salvajes, el jugador puede intentar huir en vez de usar otro. Si todos los Pokémon de un jugador se debilitan, el jugador pierde el combate, lo que provoca que, si se ha enfrentado a un entrenador, el jugador pierda algo de dinero y regrese al último centro Pokémon visitado.

#### Combatesdobles y múltiples
En Rubí y Zafiro, introdujeron los combates dobles (ダブルバトル Daburu Batoru?), que se llevan a cabo con dos Pokémon a la vez por cada equipo. Aunque la mecánica básica sigue siendo la misma, los movimientos pueden tener objetivos múltiples y algunos afectan tanto al Pokémon aliado como a los adversarios. Además, algunas habilidades funcionan solo en combates dobles. También se introdujeron las batallas múltiples (マルチバトル Maruchi Batoru?), donde cuatro entrenadores combaten en equipos de dos jugadores. En los juegos de la tercera generación, solo incluyeron combates dobles contra otros entrenadores, pero en Diamante y Perla introdujeron combates dobles contra Pokémon salvajes habilitados en ciertas zonas de la región (zonas de césped alto, en rutas con cuevas, en algunas rutas marítimas, etc.).

#### Combates triples y rotatorios
En Negro y Blanco, introdujeron también los combates triples (トリプルバトル Toripuru Batoru?) y los combates rotatorios (ローテーションバトル Rōtēshon Batoru?). En los combates triples, ambos equipos envían tres Pokémon a la vez, con los tres combatiendo simultáneamente. En los combates rotatorios, ambos contrincantes envían tres Pokémon al mismo tiempo, pero solo utilizan uno cada uno. Se puede cambiar al Pokémon que está combatiendo por otro de los dos, sin gastar un turno.

#### Combates aéreos e inversos y encuentros de horda
En Pokémon X e Y, introdujeron tres nuevas mecánicas de combate. Los combates aéreos (スカイバトル Sukai Batoru?) se llevan a cabo contra entrenadores aéreos y solo con Pokémon de tipo volador o que tengan la habilidad levitación. Los encuentros de horda (群れバトル Mure Batoru?, "combate de horda") son combates donde cinco Pokémon salvajes atacan a la vez, incentivando el uso de movimientos que golpean a múltiples objetivos. Los combates inversos (さかさバトル Sakasa Batoru?) son como los combates normales, pero con la tabla de tipos invertida. Esto significa que, si un ataque normalmente realiza el doble de daño, causará la mitad y viceversa.

#### Combates con refuerzos e incursiones Dinamax
En Sol y Luna, también introdujeron un nuevo tipo de combate: los combates con refuerzos. En estos combates, el Pokémon oponente puede pedir ayuda a aliados, convirtiendo el combate en un dos contra uno, poniendo al jugador en desventaja. En Espada y Escudo, introdujeron las incursiones Dinamax, donde aparece un Pokémon Dinamax o Gigamax en un Nido Pokémon. El jugador puede combatir junto con tres CPU o con otros tres jugadores por medio de la conexión inalámbrica, mientras que los Pokémon oponentes cambian todos los días. Si el jugador pierde, puede desafiar al Pokémon nuevamente. Si derrotan o capturan a un Pokémon, el jugador recibe caramelos Dinamax, que hacen a los Pokémon más fuertes cuando están dinamaxizados, caramelos experiencia, caramelos raros y discos técnicos (DT), que son MT de un solo uso.

#### Tipos de Pokémon

Esta tabla muestra a los dieciocho tipos de Pokémon actuales (hasta Espada y Escudo) y las ventajas, debilidades e inmunidades que tienen entre ellos.

Un tipo (タイプ taipu?) de Pokémon es un atributo elemental que determina las ventajas y debilidades de cada Pokémon y de sus movimientos. Los Pokémon reciben el doble de daño de los movimientos atacantes de los tipos a los que son débiles y la mitad del daño de movimientos de tipos a los que son resistentes. Estos emparejamientos de tipos se compensan entre ellos de manera parecida al piedra, papel o tijera. Algunos tipos de Pokémon conceden inmunidad total a los ataques de ciertos tipos; por ejemplo, los Pokémon de tipo fantasma no reciben ningún daño de movimientos de tipo normal o lucha. Algunas de las habilidades de los Pokémon pueden cambiar estas interacciones; por ejemplo, levitación hace que los Pokémon sean inmunes a los movimientos de tipo tierra.
En los juegos originales, Rojo, Verde, Azul y Amarillo, hay un total de 15 tipos de Pokémon: normal, fuego, agua, planta, eléctrico, hielo, lucha, veneno, tierra, volador, psíquico, bicho, roca, fantasma y dragón. Introdujeron los tipos siniestro y acero en Oro y Plata y el tipo hada en Pokémon X e Y. Algunos tipos tienen propiedades especiales que no están relacionadas con la tabla de tipos; por ejemplo, los Pokémon de tipo eléctrico son inmunes a la parálisis.
Los juegos RPG de consola Colosseum y XD cuentan con un tipo de movimiento único conocido como tipo oscuro, pero este no aparece fuera de estos juegos. Los Pokémon oscuros se pueden considerar como de este tipo, pero aún mantienen sus tipos normales también. En XD, los movimientos oscuros son superefectivos contra los Pokémon que nos son de tipo oscuro y son no muy efectivos contra los Pokémon que sí lo son.

#### Movimientos de los Pokémon
Al igual que los personajes de muchos videojuegos de rol, los Pokémon pueden aprender un vasto número de movimientos (技 waza?, "acción"). Estos movimientos pueden causar daño, inducir problemas de estado, restaurar la salud o realizar acciones que afectan el combate de alguna manera. En general, la fuerza de estos movimientos y la resistencia a ellos están determinadas por las varias características que posee cada Pokémon. Todos los movimientos tienen un tipo, una potencia (威力 Iryoku?), una precisión y una cantidad de puntos de poder (PP). Los movimientos que puede aprender un Pokémon varían dependiendo de la especie; incluso los que evolucionan de otros no necesariamente aprenden los mismos movimientos que sus preevoluciones. Un Pokémon solo puede conocer un total de cuatro movimientos a la vez. Los Pokémon pueden aprender movimientos subiendo de nivel, usando MT y MO, criando y por medio de tutores de movimiento (estos son NPC que enseñan movimientos).

##### Tipos
Los movimientos se clasifican dentro de uno de los 18 tipos de Pokémon. La efectividad de un movimiento depende de la efectividad del tipo del movimiento contra el o los tipos del Pokémon objetivo. Las frases asociadas con este aspecto son "¡Es súper efectivo!" (El daño causado es al menos el doble de lo normal), "No es muy efectivo..." (El daño causado es la mitad o menos de lo normal) y "No afecta a [Pokémon objetivo]..." (Se negó el daño y todos los efectos del movimiento). Un Pokémon que posee el mismo tipo del movimiento que utiliza recibirá una bonificación del 50 % al daño causado, lo que se conoce como "Bonificación por Ataque del Mismo Tipo" (STAB, por sus siglas en inglés). Además, los movimientos se definen como "físicos" o "especiales"; antes de Diamante y Perla, si un movimiento pertenecía a la clase "físico" o "especial" dependía del tipo del movimiento, más que del movimiento en sí. Existen también movimientos "de estado", los que no causan ningún daño y suelen inducir cambios de estado en el Pokémon propio o en el del oponente. Los movimientos que causan daño disminuyen un cierto número de puntos de salud del Pokémon objetivo, el que se basa en el tipo del movimiento y los de su objetivo y en las características de los dos Pokémon. Los objetos equipados o las habilidades de cualquiera de los dos Pokémon también pueden alterar el daño.

##### Precisión
Los movimientos tienen una precisión (命中 Meichū?) concreta, la cual determina la probabilidad de golpear al Pokémon objetivo, suponiendo que no se ha realizado ningún cambio a la precisión del usuario o a la evasión del objetivo. La precisión de los movimientos más potentes suele estar por debajo del promedio. Los movimientos que tienen el 100 % de precisión estándar son susceptibles a cambios en la precisión y en la evasión, pero algunos movimientos ignoran ambas características y siempre dan en el blanco.

##### Puntos de poder
Los puntos de poder (PP) de un movimiento indican cuántas veces un Pokémon puede utilizar aquel movimiento. A menudo, al igual que con la precisión, un movimiento poderoso está equilibrado al tener un número bajo de PP. Una vez que un Pokémon gasta todos los PP de un movimiento determinado, ya no puede utilizarlo. Si un Pokémon agota todos los PP de todos sus movimientos, recurre a un movimiento llamado forcejeo (llamado combate antes de la séptima generación), el cual daña al usuario al igual que al objetivo. Se pueden restaurar los PP agotados usando ciertos objetos o visitando un centro Pokémon. También se pueden aumentar los PP de un movimiento mediante el uso de objetos especiales; sin embargo, hay máximo de PP que puede tener un movimiento.

##### Estados
Muchos movimientos tienen efectos más allá de causar daño. Un efecto secundario común es la probabilidad de inducirle un determinado problema de estado (状態異常 jōtai ijō?) al objetivo: parálisis (まひ Mahi?), quemadura (やけど Yakedo?), congelamiento (こおり Kōri?), envenenamiento (どく Doku?) o sueño (ねむり Nemuri?); todos afectan negativamente el desempeño del Pokémon afectado. Algunos movimientos tienen efectos secundarios que son negativos para el usuario, como forzar a que el jugador espere un turno antes o después de usar el movimiento o causar daño de retroceso. Unos pocos movimientos, como salpicar, no hacen absolutamente nada, excepto cuando se utilizan como movimiento Z.

##### Movimientos Z
Una vez por combate, si un Pokémon tiene equipado un cristal Z, el cual es un objeto poderoso obtenido al ir completando las pruebas de las islas, puede utilizar una versión mejorada de uno de sus movimientos, llamada movimiento Z. Los movimientos Z basados en movimientos ofensivos tienden a tener un poder mucho más alto de lo normal; aquellos que están basados en movimientos de estado normalmente le generan un beneficio al usuario antes de ejecutar el movimiento. Algunos Pokémon pueden tener movimientos Z que solo ellos pueden aprender y también pueden tener cristales Z exclusivos. Por ejemplo, el Pokémon Mimikyu es el único Pokémon que puede utilizar el movimiento Z somanta amistosa si conoce el movimiento carantoña.

##### Movimientos Dinamax
Cuando un Pokémon está dinamaxizado, utiliza movimientos Dinamax en lugar de los movimientos normales. Todos estos movimientos tienen un efecto secundario que es igual para todos los movimientos del mismo tipo. Por ejemplo, el movimiento Dinamax maxichorro siempre invoca danza lluvia en el campo cuando se utiliza. La potencia y el tipo de estos movimientos están basados en la potencia y el tipo de los movimientos que tiene el Pokémon cuando no está dinamaxizado; por ejemplo, si un Pokémon conoce acua jet, este siempre se convertirá en maxichorro y tendrá una potencia de 90 cuando el Pokémon esté dinamaxizado. Incluso si el oponente utiliza el movimiento protección, estos movimientos golpearán al adversario, aunque causará menos daño. Aun así, todos los movimientos de estado se convierten en el movimiento Dinamax maxibarrera, el cual protege completamente al usuario de todos los movimientos, incluyendo a los movimientos Dinamax.

##### Movimientos fuera de los combates
Algunos movimientos pueden utilizarse también fuera de los combates para sobrepasar obstáculos, viajar rápidamente entre ubicaciones, escapar de mazmorras o curar Pokémon. Normalmente, los Pokémon aprenden estos movimientos usando las MO y son capaces de utilizarlos de las maneras mencionadas anteriormente después de obtener ciertas medallas.

##### Estilos de los movimiento
Esta mecánica, introducida en Leyendas: Arceus, permite que los Pokémon utilicen sus movimientos en dos estilos: el estilo fuerte y el estilo rápido. Si se elige el estilo fuerte, la potencia del movimiento del Pokémon aumenta, pero disminuye su velocidad de acción, lo que significa que el Pokémon podría necesitar esperar unos cuantos turnos antes de poder atacar otra vez. Utilizar el estilo rápido disminuye el poder de ataque del Pokémon, pero aumenta su velocidad de acción, lo que significa que el Pokémon actuará con mayor frecuencia. Usar cualquiera de los dos estilos causa que un movimiento consuma 2 PP. Para utilizar cualquiera de los dos estilos, un Pokémon debe dominar un movimiento, lo que puede hacerse dándole una semilla dominio a Crispa, la capitana de la división de seguridad del Equipo Galaxia.

#### Habilidades de los Pokémon
Las habilidades (特性 Tokusei?) de los Pokémon son atributos especiales introducidos en Rubí y Zafiro. Una especie concreta de Pokémon puede tener entre una y tres habilidades, mientras que un individuo Pokémon solo puede tener una. A diferencia de los movimientos que conoce un Pokémon, normalmente, su habilidad no puede cambiar (excepto, a veces, durante la evolución y al utilizar una cápsula habilidad, el cual es un objeto introducido en X e Y).
La mayoría de los Pokémon utilizan sus habilidades en combate. Las habilidades pueden fortalecer las características de un Pokémon o debilitar a un enemigo, causar problemas de estado, como parálisis o envenenamiento, u otros efectos. Algunas habilidades también otorgan inmunidades o resistencias; por ejemplo, absorber agua permite que un Pokémon con esta habilidad absorba un ataque de tipo agua al entrar en contacto con él, recuperando PS en el proceso en lugar de perderlos. No todas las habilidades son útiles y pueden haberlas implementado para evitar que un Pokémon sea demasiado fuerte. Por ejemplo, Slaking, el que de otra manera sería extraordinariamente poderoso, tiene la habilidad ausente, la que solo le permite atacar cada dos turnos.
Algunas habilidades tienen efectos fuera de los combates. Por ejemplo, los Pokémon con la habilidad recogida a veces tomarán objetos del suelo. Un Pokémon con la habilidad intimidación causa que el jugador encuentre Pokémon salvajes de nivel bajo con menor frecuencia.
En Negro y Blanco, introdujeron las habilidades ocultas, las que en un comienzo solo podían encontrarse en Pokémon obtenidos en el Pokémon Global Link, ya sea a través de la característica llamada Pokémon Dream World o a través de lanzamientos promocionales. Además, hay casos raros de habilidades ocultas disponibles en el juego principal, ya sea como un encuentro especial o como un intercambio con un NPC. En Negro 2 y Blanco 2, introdujeron una mecánica de juego llamada claros ocultos (隠し穴 Kakushi Ana?), la que consiste en áreas donde el jugador tiene la oportunidad de encontrar un Pokémon que tienen su habilidad oculta. En los juegos posteriores, introdujeron más maneras de obtener Pokémon con habilidades ocultas; por ejemplo, los Pokémon de los encuentros de horda tienen una pequeña probabilidad de tener su habilidad oculta.

### Capturar Pokémon
Debido a que el jugador comienza el juego con solo un Pokémon inicial, capturar Pokémon es uno de los aspectos más fundamentales del juego y el método principal de reclutar Pokémon nuevos al equipo del jugador. Los jugadores no pueden capturar Pokémon que ya le pertenecen a un entrenador, ya que el entrenador oponente golpearía la Poké Ball de vuelta, desperdiciándola.
En un combate contra un Pokémon salvaje, el jugador puede intentar capturarlo utilizando uno de los muchos tipos diferentes de Poké Balls. La probabilidad de tener éxito varía, pero aumenta si el Pokémon tiene pocos PS, si el objetivo está bajo el efecto de un problema de estado, como sueño o parálisis, y si se utiliza una Poké Ball más fuerte o especialmente adecuada.
Si la captura es exitosa, la información del Pokémon atrapado se añade a la Pokédex, el jugador puede darle al Pokémon un apodo y el Pokémon se suma al equipo del jugador. Sin embargo, si el equipo del jugador está lleno, o sea, ya llegó a su máximo de seis Pokémon, el Pokémon capturado se envía a una caja del almacenamiento, a la que se puede acceder en los centros Pokémon. En los juegos de la primera y de la segunda generación, si la caja de PC actual está llena, el jugador será incapaz de capturar cualquier Pokémon nuevo hasta que acceda a un PC y la cambie a una caja diferente. En los juegos más recientes, los Pokémon se transfieren automáticamente a la siguiente caja disponible.
Aun así, en Leyendas: Arceus, solo atrapar un Pokémon no será suficiente para registrarlo en la Pokédex. Debido a que el objetivo de este juego es crear la primera Pokédex de la región de Sinnoh (entonces conocida como la región de Hisui), el jugador debe observar los comportamientos de varios Pokémon en su vida diaria. Además, ya que las cajas de PC no habían sido inventadas aún en el periodo de la región de Hisui, los Pokémon que no se encuentran en el equipo del jugador se quedan en rediles.

### Evolución de los Pokémon
La evolución (進化 shinka?) es un cambio repentino de la forma de un Pokémon, el que suele estar acompañado de un aumento en los valores de sus características. Existen bastantes condiciones diferentes que pueden provocar la evolución en especies distintas, siendo la más común el ganar suficiente experiencia en combate. Existen también muchos otros factores que pueden determinar si, cuándo y a qué evolucionan diferentes Pokémon. Los métodos alternativos originales eran el uso de objetos llamados piedras evolutivas o el intercambio de Pokémon con otro jugador. Más adelante, las incorporaciones al grupo de condiciones para la evolución incluyen la dependencia del nivel de amistad del Pokémon, la hora del día de la partida, tener un objeto específico mientras lo intercambian, ser de un determinado sexo, el lugar del juego donde el Pokémon sube de nivel, tener otro Pokémon específico en el equipo del jugador, intercambiarlo por otro Pokémon específico, conocer un determinado movimiento o hacer algo con la consola. A diferencia de la evolución de los organismos, los Pokémon no heredan sus rasgos a sus crías por medio del ADN.
El jugador puede optar por detener la evolución en cualquier momento antes de que la animación termine, para lo cual debe pulsar el botón B, a menos que la evolución haya iniciado por utilizar una piedra evolutiva en el Pokémon. Esto se conoce como una cancelación de la evolución. Los Pokémon cuyas evoluciones se han cancelado intentarán evolucionar otra vez luego de que la condición para hacerlo se cumpla nuevamente. Impedir que un Pokémon evolucione por un tiempo puede ser útil, ya que muchos Pokémon aprenden movimientos más temprano en su forma no evolucionada que en su forma evolucionada.
El juego de cartas coleccionables Pokémon introdujo la idea de usar fases numéricas para referirse a los diferentes puntos en la evolución de un Pokémon. Esto se ha traducido al uso coloquial entre los seguidores de los juegos. Todos los Pokémon se pueden colocar en una de las cuatro fases evolutivas (aunque no existen líneas de Pokémon que incluyan más de tres de las cuatro fases): Pokémon básico; Pokémon de fase 1, los que evolucionan de los Pokémon básicos; Pokémon de fase 2, los que evolucionan de los Pokémon de fase 1; y Pokémon bebé, los que se obtienen criando ciertos Pokémon básicos o de fase 1 y eclosionando sus huevos. A un Pokémon que se encuentra en la parte más alta de esta escala evolutiva se le suele llamar una forma evolucionada de las fases anteriores; así mismo, a un Pokémon que se encuentra más bajo en la escala se le conoce como una forma preevolucionada de los Pokémon que se encuentran más arriba en la cadena.

#### Subir de nivel
Este es el método más común de evolución a través de todas las generaciones de Pokémon e implica que un Pokémon adquiera puntos de experiencia a través de los combates contra otros Pokémon. Por ejemplo, un Charmander evoluciona a Charmeleon cuando logra llegar al nivel 16.

#### Piedras evolutivas
Las piedras evolutivas son objetos que pueden encontrarse a lo largo de los juegos. Se pueden utilizar piedras evolutivas específicas sobre algunos Pokémon y hacerlo causa que el Pokémon evolucione. En el comienzo, se introdujeron cinco piedras evolutivas al juego: las piedras agua, trueno, hoja, lunar y fuego. Las generaciones posteriores introdujeron más tipos de piedras evolutivas, llegando a diez en la séptima generación.

#### Intercambio
Algunos Pokémon, como Machoke y Kadabra, evolucionan al intercambiarlos entre jugadores. Pueden haber requisitos evolutivos adicionales; por ejemplo, Seadra solo evoluciona a Kingdra si tiene equipada una escama dragón al intercambiarlo y Shelmet y Karrablast solo evolucionan al intercambiar uno por el otro.

#### Amistad
La amistad (なつき度 Natsuki-do?, lit. "grado de amistad"; apodada como "felicidad" por los jugadores) de un Pokémon es un atributo que puede aumentar o disminuir de acuerdo con varias condiciones y eventos. Este aspecto, introducido en Amarillo, determinaba el crecimiento de las características de Pikachu y afectaba el resultado de ciertos eventos de los NPC. En Oro y Plata, la amistad es un método para evolucionar varios Pokémon. Cuando Pokémon como Chansey o Golbat suben de nivel y tienen una amistad muy alta, evolucionan.
Además de su uso en ciertas evoluciones, los movimientos retribución y frustración basan su poder en el valor de amistad del Pokémon, con el poder de retribución aumentando mientras más alto es el valor de la amistad y el poder de frustración aumentando mientras más bajo sea.

#### Afecto
En Pokémon X e Y, se introdujo una característica conocida como Poké Recreo (ポケパルレ Pokeparure?); en Sol, Luna, Ultrasol y Ultraluna, la característica se conoce como Poké Relax y, en Espada y Escudo, se le conoce como Poké Campamento. Esta característica permite que los jugadores interactúen con sus Pokémon y los cuiden de manera similar a algunos juegos de mascota virtual. Este minijuego utiliza la pantalla táctil para permitir que los jugadores acaricien a sus Pokémon y los alimenten con golosinas para incrementar el valor de su afecto. En combate, los Pokémon con alto afecto pueden girarse hacia su entrenador para esperar sus órdenes y para expresar emociones. Además, pueden recibir ciertos beneficios, como una mayor probabilidad de lograr golpes críticos si su afecto llega a un valor lo suficientemente alto. Eevee debe tener afecto alto y debe conocer un movimiento de tipo hada para evolucionar a Sylveon.

#### Otros métodos
Raramente, se debe cumplir una condición única para que un Pokémon evolucione. Por ejemplo, los Pokémon Glaceon y Leafeon, los que evolucionan de Eevee, necesitan subir de nivel cerca de rocas específicas en los entornos de cada juego después de Diamante y Perla. Otro ejemplo es Inkay, el cual, desde el nivel 30 en adelante, requiere que la consola esté al revés para evolucionar a Malamar.

## Características
Todos los Pokémon tienen seis características (能力 Nōryoku?, "atributo", también conocidas como estadísticas) que afectan su rendimiento en combate. Estos son PS, ataque, defensa, ataque especial, defensa especial y velocidad. Estas características pueden modificarse temporalmente durante la batalla con habilidades, objetos y movimientos.
- PS (abreviatura de puntos de salud):[15] un Pokémon se debilita cuando sus PS llegan a cero y no pueden utilizarse en combate otra vez hasta revivirlo en un centro Pokémon o con un objeto especial. Aun así, todavía pueden utilizar movimientos fuera de los combates.
- Ataque (こうげき Kōgeki?): determina la fuerza de los ataques físicos de un Pokémon.
- Defensa (ぼうぎょ Bōgyo?): determina la resistencia de un Pokémon contra los ataques físicos.
- Ataque especial (とくこう Tokukō?): determina la fuerza de los ataques especiales de un Pokémon.
- Defensa especial (とくぼう Tokubō?): determina la resistencia a los ataques especiales.
- Velocidad (すばやさ Subayasa?): luego de haber ingresado los comandos, se comparan las características de velocidad de los Pokémon participantes. Aunque hay excepciones, los Pokémon con la velocidad más alta realizan sus movimientos antes que el que tiene la menor velocidad. Si el Pokémon de un jugador utiliza el movimiento de tipo psíquico espacio raro, el jugador puede invertir el orden de los turnos por cinco turnos. Una vez que se ha utilizado espacio raro, los Pokémon más lentos se mueven primero y los Pokémon más rápidos se mueven últimos. Fuera de las condiciones de espacio raro, si dos Pokémon tienen la misma velocidad, se elige el Pokémon que va primero de manera aleatoria mediante un algoritmo llamado generador de números aleatorio (RNG, por sus siglas en inglés).

Además, existen otras dos características: precisión (命中率 Meichūritsu?) y evasión (回避率 Kaihiritsu?), las que no se ven afectadas cuando un Pokémon sube de nivel. Ningún Pokémon posee naturalmente una precisión o una evasión más alta que otro, pero pueden modificarse durante el combate como las otras características. Aumentar la precisión hace que un movimiento tenga una mayor probabilidad de acertar un movimiento, mientras que aumentar la evasión hace que el movimiento del adversario tenga una mayor probabilidad de fallar. La precisión de un Pokémon, la evasión del oponente y el valor de la precisión de un movimiento dado afectan la probabilidad de que el movimiento acierte.
En Rojo, Azul y Amarillo, el ataque especial y la defensa especial eran una sola característica, llamada "especial", la cual determinaba tanto la fuerza de los movimientos especiales como la resistencia contra ellos.
Cuando un Pokémon sube de nivel, sus características aumentan según los valores de las características base del Pokémon, los puntos de esfuerzo, la naturaleza del Pokémon y los valores individuales. Estas variables trabajan en conjunto para proporcionarle a cada Pokémon sus características únicas.

### Valores de las características base
Los valores de las características base determinan las fortalezas estadísticas naturales de las muchas especies de Pokémon. Todas las especies tienen asignado un número en cada una de las seis características; mientras más alto es el número, más alta puede ser la característica. Si bien estos valores pueden variar mucho entre especies, son las mismas para todos los miembros de aquella especie. Es la diferencia entre especies la que explica por qué todos los Aerodactyl tienen una velocidad mayor a la de cualquier Snorlax del mismo nivel; aun así, es la combinación de otros factores lo que causa que algunos Snorlax sean más rápidos que otros. Sumar todos los valores de las estadísticas base para una especie determinada genera las estadísticas base totales, las que los jugadores pueden utilizar para determinar aproximadamente qué tan fuerte es esa especie.

### Puntos de esfuerzo
Los puntos de esfuerzo (努力値 doryokuchi?, EV, por sus siglas en inglés) son valores ocultos que afectan las fortalezas de un Pokémon en áreas estadísticas específicas. Las desigualdades entre los niveles de los puntos de esfuerzo de dos Pokémon pueden crear una diferencia significativa entre las fortalezas estadísticas de ambos. Cuando un Pokémon combate contra otro y lo derrota, gana puntos de experiencia y recibe una cantidad y un tipo de EV según la especie del Pokémon derrotado. Todos los Pokémon derrotados otorgan al menos un EV a cada uno de los Pokémon contra los que combatió. Algunos factores, como tener equipado un brazal firme, pueden aumentar la cantidad de EV ganados en combate. En Oro y Plata, introdujeron una condición conocida como Pokérus (ポケルス Pokerusu?), la cual duplica la cantidad de EV que se obtiene y es contagiosa durante una cierta cantidad de días, permitiendo contagiarla a otros Pokémon. Además, consumir ciertos objetos puede aumentar los EV de un Pokémon y ciertas bayas disminuyen los EV a la vez que aumentan el valor de amistad de un Pokémon. Existe un límite a la cantidad de EV que un Pokémon puede tener, lo que evita que las características crezcan indefinidamente. El límite total permite que solo dos puntos de esfuerzo estén al máximo a la vez.
En los juegos de la primera y de la segunda generación, se utilizaba un sistema similar normalmente llamado experiencia de estadística. Al igual que con los puntos de esfuerzo, hay un límite a la cantidad de experiencia de estadística que un Pokémon puede tener en cada característica; aun así, a diferencia de con los puntos de esfuerzo, no hay ningún límite al total de experiencia de estadística que un Pokémon puede tener entre todas las características, lo que significa que un Pokémon puede tener el valor máximo de cada una. Se debe notar también que, para que los Pokémon de la primera y segunda generación sean compatibles para intercambiarlos entre generaciones, la experiencia de estadística no separaba el ataque especial y la defensa especial en los juegos de segunda generación. En cambio, el valor del especial se usaba para calcular el ataque especial y la defensa especial.
En Pokémon X e Y, introdujeron un minijuego conocido como Superentrenamiento (スパトレ Supatore?), el que permite que los jugadores gestionen los valores de esfuerzo de manera más precisa. El jugador puede hacerlo jugando a un minijuego parecido al fútbol, el que también premia al jugador con sacos de arena para continuar con el entrenamiento de manera pasiva. Los valores de los puntos de esfuerzo de un Pokémon también pueden verse en la interfaz del Superentrenamiento, el cual incluye un "esfuerzómetro" que permite al jugador ver la capacidad máxima que pueden alcanzar los puntos de esfuerzo del Pokémon.
En Sol y Luna, se puede ver un gráfico de los EV de un Pokémon junto con sus características base al pulsar el botón Y mientras se ve un resumen de un Pokémon. Una característica brillante indica que el Pokémon ha obtenido el número máximo de EV para esa característica. Los Pokémon pueden obtener EV de manera pasiva a través de una característica llamada "Poké Resort".

### Naturalezas de los Pokémon
La primera aparición de las naturalezas (性格 Seikaku?) de los Pokémon fue en Rubí y Zafiro. Todos los Pokémon tienen una naturaleza, la que se le asigna aleatoriamente al generarse y no se puede cambiar. La naturaleza de un Pokémon afecta el ritmo al que aumentan algunas de las características: de las veinticinco naturalezas posibles, veinte aumentan uno de los índices de crecimiento de una de las características, pero disminuye el de otra; mientras que los otros cinco modifican una característica aumentándola y disminuyéndola, por lo que no afecta el crecimiento global del Pokémon. Las naturalezas también determinan qué sabor de Pokécubos o pokochos le gusta y desagrada a un Pokémon.

### Valores individuales
Los valores individuales (個体値 kotaichi?) (IV, por sus siglas en inglés) son un valor oculto de las características y determinan el potencial máximo de un Pokémon. Estos valores se generan de manera aleatoria junto con cada Pokémon al encontrarlo o criarlo y son inalterables por el resto del juego. Estos valores ocultos son la razón por la que incluso los Pokémon que parecen ser idénticos y los han entrenado de la misma manera pueden tener características diferentes. Los IV oscilan entre 0 y 31, mientras que sus predecesores de las primeras dos generaciones oscilaban entre 0 y 15.

## Objetos
El jugador puede encontrar objetos en el suelo, recibirlos de un NPC o comprarlos en tiendas a cambio de dinero del juego.

### Objetos curativos
Muchos objetos recibidos en el juego sirven para curar a los Pokémon dentro y fuera de los combates. Muchos objetos curan varios problemas de estado, como el antídoto para el envenenamiento y el despertar para el sueño. El revivir restaura los PS de un Pokémon después de haberse debilitado. El éter y el elixir restauran los PP de un movimiento de un Pokémon en diferentes cantidades.

### Máquinas técnicas y ocultas y discos técnicos
Las máquinas técnicas (わざマシン Waza Mashin?) y las máquinas ocultas (ひでんマシン Hiden Mashin?), abreviadas por lo general como MT y MO respectivamente, sirven para enseñar movimientos a los Pokémon, incluyendo algunos que no podrían aprender subiendo de nivel. Generalmente, se pueden encontrar las MT en terreno, en las tiendas y como recompensas por derrotar a los líderes de gimnasio. Las MO suelen ser vitales para progresar, ya que tienen efectos importantes fuera del combate que permiten que el jugador supere ciertos obstáculos. Por ejemplo, los Pokémon que aprenden el movimiento de la MO surf pueden transportar al protagonista por el agua, lo cual es necesario para llegar a las islas. Cuando un Pokémon aprende un movimiento de una MO, no puede olvidarlo o reemplazarlo, a menos que el jugador use los servicios de un NPC conocido como el quita-movimientos.
Antes de la quinta generación, las MT solo podían utilizarse una vez. Sin embargo, a partir de la quinta generación, las MT pueden utilizarse infinitamente. Las MO podían utilizarse indefinidamente incluso antes de la quinta generación. En la séptima generación, eliminaron las MT y reemplazaron el uso de las MO fuera del combate por otros medios; por ejemplo, la Pokémontura, la cual convoca un Pokémon para hacer cosas que anteriormente hacían las MO, como surfear a través del agua.
La octava generación también introdujo los discos técnicos (DT), los que funcionan de manera similar a las MT, pero solo pueden utilizarse una vez, o sea, una vez que se utiliza un DT, se rompe.

### Objetos clave
Los objetos clave son más raros que los objetos normales y el jugador suele recibirlos más que encontrarlos. Los objetos clave incluyen cañas, utilizadas para encontrar Pokémon que viven en el agua; una bicicleta, la que permite que el protagonista se mueva más rápido; un mapa de la región, usada para mirar a través de la región; un zahorí; y llaves, las que abren puertas cerradas que llevan a áreas importantes. Estos objetos no se pueden tirar, vender o dar a un Pokémon.

### Objetos equipables
Desde Oro y Plata, los Pokémon pueden llevar un único objeto equipado. Estos objetos pueden tener diferentes efectos. Algunos, como las bayas, se consumen después de un uso e incrementan los PS o las características. Otros aumentan persistentemente la potencia de los movimientos, la defensa, la velocidad, etc. Al igual que los movimientos, algunos objetos le ponen trabas al usuario para compensar su poder; por ejemplo, la vidasfera aumenta el daño que causan los ataques del Pokémon que la tiene equipada, pero le causa daño después de que cada ataque exitoso. Otros objetos solo le hacen daño al usuario, excepto en algunas situaciones, como la toxisfera, la que envenena gravemente al usuario. En Pokémon X e Y, introdujeron las megapiedras, las que se utilizan para megaevolucionar a los miembros de la especie de la piedra; en Sol y Luna, introdujeron los cristales Z, los cuales dan acceso al portador a los movimientos Z. Algunos objetos, como la garra afilada y el colmillo agudo, hacen que ciertos Pokémon evolucionen cuando los tienen equipados mientras se cumplen ciertas condiciones. Los Pokémon pueden llevar equipada la mayoría de los objetos, incluyendo las Poké Balls y las pociones, pero no todos tienen algún efecto al hacerlo. Es posible mover los objetos entre Pokémon, quitárselos y anularlos, por medio de movimientos como truco, desarme y embargo, o utilizarlos para causarle daño al oponente mediante los ataques lanzamiento y don natural.

### Poké Ball

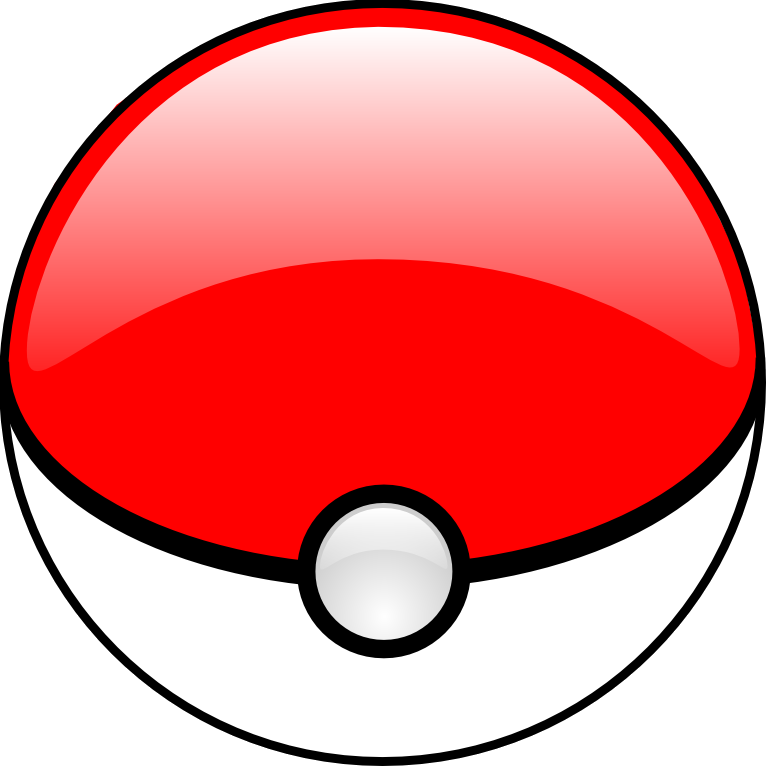
La Poké Ball estándar es un símbolo muy conocido de la franquicia Pokémon.

La Poké Ball (モンスターボール Monsutābōru?, "Monstruo Ball") es un dispositivo esférico utilizado por los entrenadores Pokémon para capturar Pokémon salvajes y almacenarlos en el inventario del jugador cuando no está activo. Las Poké Ball, al entrar en contacto con un Pokémon, lo atrae a su interior y luego se cierra automáticamente. Los Pokémon salvajes pueden resistirse y liberarse; sin embargo, los Pokémon que están más débiles y aquellos con problemas de estado tienen una capacidad menor de luchar y, por lo tanto, son más más fáciles de capturar. Los Pokémon legendarios son mucho más capaces de resistirse a la captura y, a menudo, para capturarlos, se necesitan muchas Poké Balls o unas que sean más fuertes. Si el jugador intenta capturar un Pokémon de otro entrenador, el oponente bloquea la Poké Ball para impedir que se lo roben. Una subcategoría de Pokémon de la séptima generación, llamados Ultraentes, requieren un tipo completamente diferente de Poké Ball: la Ente Ball, la cual es menos eficaz que las Poké Ball normales al capturar otros Pokémon.
Las Poké Balls, como se describe en el anime y en el manga, al no estar en uso, son del tamaño de una pelota de golf y, al presionar el botón central, crece hasta el tamaño de una pelota de béisbol. Si se quiere liberar al Pokémon para que combata, se debe lanzar la Poké Ball; al devolver a un Pokémon a la Poké Ball, un haz de luz rojo convierte al Pokémon en energía para reintroducirlo. Se describe a las Poké Ball como increíblemente cómodas para los Pokémon, tanto que entrarían a una voluntariamente sin que se lo pidan. Se suele confundir a los Pokémon Voltorb, Electrode, Stunfisk de Galar, Foongus y Amoonguss con Poké Balls, lo que se debe a que su forma y los colores de su diseño son muy similares a los de las Poké Ball.
El creador de Pokémon, Satoshi Tajiri, dijo que, para el concepto de la Poké Ball, se inspiró en los Monstruos Cápsula de Ultraseven de la serie televisiva de superhéroes del género tokusatsu <i><a href="./Ultraseven" rel="mw:WikiLink" data-linkid="undefined" data-cx="{&quot;userAdded&quot;:true,&quot;adapted&quot;:true}">Ultraseven</a></i> (transmitida entre 1967 y 1968).
Existen diversos tipos de Poké Balls. Las introducidas en Rojo y Azul son la Poké Ball, la Super Ball (スーパーボール Sūpā Bōru?, "Súper Bola"), la Ultra Ball (ハイパーボール Haipā Bōru?, "Híper Bola") y la Master Ball (マスターボール Masutā Bōru?, "Bola Maestra"). La Master Ball siempre tiene éxito al capturar a cualquier Pokémon, típicamente solo hay una disponible en el juego y suelen utilizarse principalmente durante los combates contra los Pokémon legendarios. Si se utiliza la Master Ball en Let's Go, Pikachu! y Let's Go, Eevee!, aparece una cinemática que muestra a la Master Ball haciendo su trabajo. En Oro, Plata, Cristal, Oro HeartGold y Plata SoulSilver, hay frutas llamadas bonguri, las que, al dárselas a César en Pueblo Azalea, este las usa para fabricar uno de los siete tipos especiales de Poké Balls, el que depende del color del bonguri. Los siete tipos de Poké Balls que puede fabricar César (y los siete colores de los bonguri de los que están fabricadas) son Nivel (rojo), Luna (amarillo), Cebo (azul), Amigo (verde), Amor (rosa), Rapid (blanco) y Peso (negro). A partir de Rubí, Zafiro y Esmeralda, aparecen otras Poké Balls especializadas, incluyendo la Turno Ball, la cual se vuelve más eficaz a medida que aumenta el número de turnos en el combate actual; y la Malla Ball, la que tiene una mejor probabilidad de capturar Pokémon de tipo agua y bicho, entre otras. Además, en varios juegos existe un área llamada Zona Safari, donde se pueden utilizar solo Safari Balls; estas no pueden obtenerse ni usarse en otros lugares del juego. En Sol y Luna, introdujeron la Ente Ball, la cual está diseñada para capturar Ultraentes y es mucho más eficaz para capturarlos que las Poké Balls estándar. También hay un tipo especial de Poké Ball conocido como Gloria Ball que solo se obtiene a través de eventos especiales de repartición y que contienen a los Pokémon singulares y a otros de evento. En Espada y Escudo, las Poké Balls como la Peso Ball, la Nivel Ball y la Ensueño Ball se pueden adquirir por medio de Bolifacio, la mascota de la Liga Pokémon. Él es un hombre alto que viste una enorme cabeza de mascota con forma de Poké Ball que muestra una cara amistosa. Se le puede ver en los jumbotrones en varios estadios con diferentes animaciones: si el jugador derrota a un Pokémon, aparece una animación mostrando a Bolifacio siendo aplastado por un pie; si se acerca el final de un combate, muestra una animación estando nervioso; si el jugador y el oponente dinamaxizan o gigamaxizan a sus Pokémon, muestra una animación Dinamax; y, si derrotan a un Pokémon Dinamax, muestra una animación desmayándose.
En los RPG para la Nintendo GameCube, Colosseum y XD: Tempestad oscura, el jugador puede capturar Pokémon de otros entrenadores usando el PokéCepo, el que convierte a las Poké Balls en Cepo Balls. Estas pueden capturar a cualquier Pokémon y las desarrollaron los antagonistas para robar Pokémon donde no son comunes en estado salvaje. El jugador también puede usar las Cepo Ball para atrapar Pokémon oscuros que hayan sido corrompidos por la organización antagonista y que el jugador debe purificar para completar el juego.
Las Poké Balls han aparecido en todas las entregas de la serie de videojuegos Super Smash Bros, donde liberan a un Pokémon para ayudar al jugador que la tomó. En Super Smash Bros. para Nintendo 3DS y Wii U, introdujeron también la Master Ball, la que casi siempre libera un Pokémon legendario con una habilidad poderosa, habiendo una pequeña probabilidad de liberar un Goldeen en su lugar, el cual no hace nada más que dar coletazos en vano sobre la tierra (presumiblemente utilizando el movimiento salpicadura, el cual no hace nada).
El sitio web UGO.com colocó a la Poké Ball en el puesto 18 en su lista de "Nuestros 50 objetos de videojuegos favoritos" citando cómo todo el mundo corre para conseguirla en los juegos de Super Smash Bros.
Se venden Poké Balls de juguete como mercancía. Entre noviembre y diciembre de 1999, se distribuyeron más de 25 millones de Poké Balls junto con las comidas de Burger King en Estados Unidos.

### Pokédex
La Pokédex (ポケモン図鑑 ポケモン図鑑?, Pokémon Zukan) lit. "Enciclopedia Pokémon" es un dispositivo electrónico diseñado para catalogar y proporcionar información con respecto a las varias especies de Pokémon. El nombre Pokédex es un acrónimo de las palabras Pokémon e índice (en inglés, index). En los videojuegos, siempre que se atrapa a un Pokémon por primera vez, su altura, su peso, su tipo de especie y una descripción corta sobre él se añade a la Pokédex del jugador. Todas las regiones tienen su propia Pokédex, las que difieren en aspecto, en las especies de Pokémon que catalogan y en las funciones que ofrecen, como la capacidad de ordenar la lista de Pokémon según el orden alfabético o mostrar el tamaño del Pokémon en comparación con el personaje del jugador. La "Pokédex Nacional" permite catalogar a los Pokémon de todas las regiones. La aplicación para la Nintendo 3DS, Pokédex 3D Pro, incluye a todos los Pokémon (hasta la quinta generación) con todas sus formas y cada uno tiene su propia animación.

## Transformaciones y formas de los Pokémon

### Diferencias de sexo
| Generación         | Pokémon con diferencias de sexo            | Pokémon con diferencias de sexo            | Pokémon con diferencias de sexo            | Pokémon con diferencias de sexo            | Pokémon con diferencias de sexo            | Pokémon con diferencias de sexo            | Pokémon con diferencias de sexo            | Pokémon con diferencias de sexo            | Pokémon con diferencias de sexo            | Pokémon con diferencias de sexo            | Pokémon con diferencias de sexo            | Pokémon con diferencias de sexo            | Pokémon con diferencias de sexo            | Pokémon con diferencias de sexo            | Pokémon con diferencias de sexo            | Pokémon con diferencias de sexo            | Pokémon con diferencias de sexo            | Pokémon con diferencias de sexo            | Pokémon con diferencias de sexo            | Pokémon con diferencias de sexo            | Pokémon con diferencias de sexo            | Pokémon con diferencias de sexo            | Pokémon con diferencias de sexo            | Pokémon con diferencias de sexo            | Pokémon con diferencias de sexo            | Pokémon con diferencias de sexo            | Pokémon con diferencias de sexo            | Pokémon con diferencias de sexo            | Pokémon con diferencias de sexo            | Pokémon con diferencias de sexo            | Pokémon con diferencias de sexo            |
| ------------------ | ------------------------------------------ | ------------------------------------------ | ------------------------------------------ | ------------------------------------------ | ------------------------------------------ | ------------------------------------------ | ------------------------------------------ | ------------------------------------------ | ------------------------------------------ | ------------------------------------------ | ------------------------------------------ | ------------------------------------------ | ------------------------------------------ | ------------------------------------------ | ------------------------------------------ | ------------------------------------------ | ------------------------------------------ | ------------------------------------------ | ------------------------------------------ | ------------------------------------------ | ------------------------------------------ | ------------------------------------------ | ------------------------------------------ | ------------------------------------------ | ------------------------------------------ | ------------------------------------------ | ------------------------------------------ | ------------------------------------------ | ------------------------------------------ | ------------------------------------------ | ------------------------------------------ |
| Primera Generación | Venusaur                                   | Butterfree                                 | Rattata                                    | Raticate                                   | Pikachu                                    | Raichu                                     | Nidoran                                    | Zubat                                      | Golbat                                     | Gloom                                      | Vileplume                                  | Kadabra                                    | Alakazam                                   | Doduo                                      | Dodrio                                     | Hypno                                      | Rhyhorn                                    | Rhydon                                     | Goldeen                                    | Seaking                                    | Scyther                                    | Magikarp                                   | Gyarados                                   | Eevee                                      | No hay más Pokémon con diferencias de sexo | No hay más Pokémon con diferencias de sexo | No hay más Pokémon con diferencias de sexo | No hay más Pokémon con diferencias de sexo | No hay más Pokémon con diferencias de sexo | No hay más Pokémon con diferencias de sexo | No hay más Pokémon con diferencias de sexo |
| Segunda generación | Meganium                                   | Ledyba                                     | Ledian                                     | Xatu                                       | Sudowoodo                                  | Politoed                                   | Aipom                                      | Wooper                                     | Quagsire                                   | Murkrow                                    | Wobbuffet                                  | Girafarig                                  | Gligar                                     | Steelix                                    | Scizor                                     | Heracross                                  | Sneasel                                    | Ursaring                                   | Piloswine                                  | Octillery                                  | Houndoom                                   | Donphan                                    | No hay más Pokémon con diferencias de sexo | No hay más Pokémon con diferencias de sexo | No hay más Pokémon con diferencias de sexo | No hay más Pokémon con diferencias de sexo | No hay más Pokémon con diferencias de sexo | No hay más Pokémon con diferencias de sexo | No hay más Pokémon con diferencias de sexo | No hay más Pokémon con diferencias de sexo | No hay más Pokémon con diferencias de sexo |
| Tercera Generación | Torchic                                    | Combusken                                  | Blaziken                                   | Beautifly                                  | Dustox                                     | Ludicolo                                   | Nuzleaf                                    | Shiftry                                    | Meditite                                   | Medicham                                   | Roselia                                    | Gulpin                                     | Swalot                                     | Numel                                      | Camerupt                                   | Cacturne                                   | Milotic                                    | Relicanth                                  | No hay más Pokémon con diferencias de sexo | No hay más Pokémon con diferencias de sexo | No hay más Pokémon con diferencias de sexo | No hay más Pokémon con diferencias de sexo | No hay más Pokémon con diferencias de sexo | No hay más Pokémon con diferencias de sexo | No hay más Pokémon con diferencias de sexo | No hay más Pokémon con diferencias de sexo | No hay más Pokémon con diferencias de sexo | No hay más Pokémon con diferencias de sexo | No hay más Pokémon con diferencias de sexo | No hay más Pokémon con diferencias de sexo | No hay más Pokémon con diferencias de sexo |
| Cuarta generación  | Starly                                     | Staravia                                   | Staraptor                                  | Bidoof                                     | Bibarel                                    | Kricketot                                  | Kricketune                                 | Shinx                                      | Luxio                                      | Luxray                                     | Roserade                                   | Combee                                     | Pachirisu                                  | Buizel                                     | Floatzel                                   | Ambipom                                    | Gible                                      | Gabite                                     | Garchomp                                   | Hippopotas                                 | Hippowdon                                  | Croagunk                                   | Toxicroak                                  | Finneon                                    | Lumineon                                   | Snover                                     | Abomasnow                                  | Weavile                                    | Rhyperior                                  | Tangrowth                                  | Mamoswine                                  |
| Quinta generación  | Unfezant                                   | Frillish                                   | Jellicent                                  | No hay más Pokémon con diferencias de sexo | No hay más Pokémon con diferencias de sexo | No hay más Pokémon con diferencias de sexo | No hay más Pokémon con diferencias de sexo | No hay más Pokémon con diferencias de sexo | No hay más Pokémon con diferencias de sexo | No hay más Pokémon con diferencias de sexo | No hay más Pokémon con diferencias de sexo | No hay más Pokémon con diferencias de sexo | No hay más Pokémon con diferencias de sexo | No hay más Pokémon con diferencias de sexo | No hay más Pokémon con diferencias de sexo | No hay más Pokémon con diferencias de sexo | No hay más Pokémon con diferencias de sexo | No hay más Pokémon con diferencias de sexo | No hay más Pokémon con diferencias de sexo | No hay más Pokémon con diferencias de sexo | No hay más Pokémon con diferencias de sexo | No hay más Pokémon con diferencias de sexo | No hay más Pokémon con diferencias de sexo | No hay más Pokémon con diferencias de sexo | No hay más Pokémon con diferencias de sexo | No hay más Pokémon con diferencias de sexo | No hay más Pokémon con diferencias de sexo | No hay más Pokémon con diferencias de sexo | No hay más Pokémon con diferencias de sexo | No hay más Pokémon con diferencias de sexo | No hay más Pokémon con diferencias de sexo |
| Sexta generación   | Pyroar                                     | Meowstic                                   | No hay más Pokémon con diferencias de sexo | No hay más Pokémon con diferencias de sexo | No hay más Pokémon con diferencias de sexo | No hay más Pokémon con diferencias de sexo | No hay más Pokémon con diferencias de sexo | No hay más Pokémon con diferencias de sexo | No hay más Pokémon con diferencias de sexo | No hay más Pokémon con diferencias de sexo | No hay más Pokémon con diferencias de sexo | No hay más Pokémon con diferencias de sexo | No hay más Pokémon con diferencias de sexo | No hay más Pokémon con diferencias de sexo | No hay más Pokémon con diferencias de sexo | No hay más Pokémon con diferencias de sexo | No hay más Pokémon con diferencias de sexo | No hay más Pokémon con diferencias de sexo | No hay más Pokémon con diferencias de sexo | No hay más Pokémon con diferencias de sexo | No hay más Pokémon con diferencias de sexo | No hay más Pokémon con diferencias de sexo | No hay más Pokémon con diferencias de sexo | No hay más Pokémon con diferencias de sexo | No hay más Pokémon con diferencias de sexo | No hay más Pokémon con diferencias de sexo | No hay más Pokémon con diferencias de sexo | No hay más Pokémon con diferencias de sexo | No hay más Pokémon con diferencias de sexo | No hay más Pokémon con diferencias de sexo | No hay más Pokémon con diferencias de sexo |
| Séptima generación | No hay más Pokémon con diferencias de sexo | No hay más Pokémon con diferencias de sexo | No hay más Pokémon con diferencias de sexo | No hay más Pokémon con diferencias de sexo | No hay más Pokémon con diferencias de sexo | No hay más Pokémon con diferencias de sexo | No hay más Pokémon con diferencias de sexo | No hay más Pokémon con diferencias de sexo | No hay más Pokémon con diferencias de sexo | No hay más Pokémon con diferencias de sexo | No hay más Pokémon con diferencias de sexo | No hay más Pokémon con diferencias de sexo | No hay más Pokémon con diferencias de sexo | No hay más Pokémon con diferencias de sexo | No hay más Pokémon con diferencias de sexo | No hay más Pokémon con diferencias de sexo | No hay más Pokémon con diferencias de sexo | No hay más Pokémon con diferencias de sexo | No hay más Pokémon con diferencias de sexo | No hay más Pokémon con diferencias de sexo | No hay más Pokémon con diferencias de sexo | No hay más Pokémon con diferencias de sexo | No hay más Pokémon con diferencias de sexo | No hay más Pokémon con diferencias de sexo | No hay más Pokémon con diferencias de sexo | No hay más Pokémon con diferencias de sexo | No hay más Pokémon con diferencias de sexo | No hay más Pokémon con diferencias de sexo | No hay más Pokémon con diferencias de sexo | No hay más Pokémon con diferencias de sexo | No hay más Pokémon con diferencias de sexo |
| Octava generación  | Indeedee                                   | Basculegion                                | Sneasler                                   | No hay más Pokémon con diferencias de sexo | No hay más Pokémon con diferencias de sexo | No hay más Pokémon con diferencias de sexo | No hay más Pokémon con diferencias de sexo | No hay más Pokémon con diferencias de sexo | No hay más Pokémon con diferencias de sexo | No hay más Pokémon con diferencias de sexo | No hay más Pokémon con diferencias de sexo | No hay más Pokémon con diferencias de sexo | No hay más Pokémon con diferencias de sexo | No hay más Pokémon con diferencias de sexo | No hay más Pokémon con diferencias de sexo | No hay más Pokémon con diferencias de sexo | No hay más Pokémon con diferencias de sexo | No hay más Pokémon con diferencias de sexo | No hay más Pokémon con diferencias de sexo | No hay más Pokémon con diferencias de sexo | No hay más Pokémon con diferencias de sexo | No hay más Pokémon con diferencias de sexo | No hay más Pokémon con diferencias de sexo | No hay más Pokémon con diferencias de sexo | No hay más Pokémon con diferencias de sexo | No hay más Pokémon con diferencias de sexo | No hay más Pokémon con diferencias de sexo | No hay más Pokémon con diferencias de sexo | No hay más Pokémon con diferencias de sexo | No hay más Pokémon con diferencias de sexo | No hay más Pokémon con diferencias de sexo |

A partir de la cuarta generación, algunos Pokémon tienen diferencias visuales menores según su sexo, lo que se conoce como diferencias de sexo.

### Megaevolución
| Juego(s)                 | Pokémon megaevolucionados | Pokémon megaevolucionados | Pokémon megaevolucionados | Pokémon megaevolucionados | Pokémon megaevolucionados | Pokémon megaevolucionados | Pokémon megaevolucionados | Pokémon megaevolucionados | Pokémon megaevolucionados | Pokémon megaevolucionados | Pokémon megaevolucionados | Pokémon megaevolucionados | Pokémon megaevolucionados | Pokémon megaevolucionados | Pokémon megaevolucionados | Pokémon megaevolucionados | Pokémon megaevolucionados | Pokémon megaevolucionados | Pokémon megaevolucionados            | Pokémon megaevolucionados            | Pokémon megaevolucionados            | Pokémon megaevolucionados            | Pokémon megaevolucionados            | Pokémon megaevolucionados            | Pokémon megaevolucionados            | Pokémon megaevolucionados            | Pokémon megaevolucionados            | Pokémon megaevolucionados            | Pokémon megaevolucionados            | Pokémon megaevolucionados            |
| ------------------------ | ------------------------- | ------------------------- | ------------------------- | ------------------------- | ------------------------- | ------------------------- | ------------------------- | ------------------------- | ------------------------- | ------------------------- | ------------------------- | ------------------------- | ------------------------- | ------------------------- | ------------------------- | ------------------------- | ------------------------- | ------------------------- | ------------------------------------ | ------------------------------------ | ------------------------------------ | ------------------------------------ | ------------------------------------ | ------------------------------------ | ------------------------------------ | ------------------------------------ | ------------------------------------ | ------------------------------------ | ------------------------------------ | ------------------------------------ |
| Pokémon X e Y            | Mega-Venusaur             | Mega-Charizard X          | Mega-Charizard Y          | Mega-Blastoise            | Mega-Alakazam             | Mega-Gengar               | Mega-Kangaskhan           | Mega-Pinsir               | Mega-Gyarados             | Mega-Aerodactyl           | Mega-Mewtwo X             | Mega-Mewtwo Y             | Mega-Ampharos             | Mega-Scizor               | Mega-Heracross            | Mega-Houndoom             | Mega-Tyranitar            | Mega-Blaziken             | Mega-Gardevoir                       | Mega-Mawile                          | Mega-Aggron                          | Mega-Medicham                        | Mega-Manectric                       | Mega-Banette                         | Mega-Absol                           | Mega-Latias                          | Mega-Latios                          | Mega-Garchomp                        | Mega-Lucario                         | Mega-Abomasnow                       |
| Rubí Omega y Zafiro Alfa | Mega-Beedrill             | Mega-Pidgeot              | Mega-Slowbro              | Mega-Steelix              | Mega-Sceptile             | Mega-Swampert             | Mega-Sableye              | Mega-Sharpedo             | Mega- Camerupt            | Mega-Altaria              | Mega-Glalie               | Mega-Salamence            | Mega-Metagross            | Mega-Rayquaza             | Mega-Lopunny              | Mega-Gallade              | Mega-Audino               | Mega-Diancie              | No hay más Pokémon megaevolucionados | No hay más Pokémon megaevolucionados | No hay más Pokémon megaevolucionados | No hay más Pokémon megaevolucionados | No hay más Pokémon megaevolucionados | No hay más Pokémon megaevolucionados | No hay más Pokémon megaevolucionados | No hay más Pokémon megaevolucionados | No hay más Pokémon megaevolucionados | No hay más Pokémon megaevolucionados | No hay más Pokémon megaevolucionados | No hay más Pokémon megaevolucionados |

La megaevolución (メガシンカ Mega Shinka?) es una mecánica introducida en Pokémon X e Y que incrementa aún más las habilidades de algunos Pokémon. Si el personaje del jugador posee un objeto llamado piedra activadora (キーストーン Kī Sutōn?, "piedra clave") y un Pokémon tiene equipada una megapiedra (メガストーン Mega Sutōn?) que corresponde a su especie (cuyo nombre suele ser el nombre del Pokémon + el sufijo -ita), ese Pokémon será capaz de megaevolucionar durante el combate. El jugador solo puede realizar una megaevolución por combate y, a diferencia de la evolución normal, esta transformación es temporal, por lo que el Pokémon regresará a su forma normal después del combate. Los Pokémon megaevolucionados poseen características más altas y también pueden tener un tipo o una habilidad diferente, en comparación con sus formas normales. Lamentablemente, si bien esta mecánica no afecta a la jugabilidad, muchas entradas de la Pokédex sobre los Pokémon megaevolucionados afirman que el proceso o la forma que usa el Pokémon le causa dolor. Existen 46 especies de Pokémon que pueden megaevolucionar, de las cuales dos tienen dos formas megaevolucionadas diferentes. El primer ejemplo conocido de un Pokémon capaz de megaevolucionar fue Mewtwo, con Mega-Mewtwo Y apareciendo en un capítulo especial de la serie televisiva y en la película Genesect y el despertar de una leyenda. Los dos Pokémon con dos megaevoluciones diferentes son Charizard y Mewtwo y la forma a la que pueden megaevolucionar depende de la megapiedra que tengan equipada.

### Regresión primigenia
La regresión primigenia (ゲンシカイキ Genshi Kaiki?, "regresión primaria") es una mecánica introducida en Rubí Omega y Zafiro Alfa. Actualmente, solo dos Pokémon, Groudon y Kyogre, pueden acceder a la regresión primigenia y lo hacen de manera automática si tienen equipado el prisma rojo o el prisma azul, respectivamente, al entrar en combate. Al igual que la megaevolución, la regresión primigenia aumenta las características del Pokémon y cambia sus habilidades; pero, a diferencia de la megaevolución, la regresión primigenia puede llevarse a cabo más de una vez por combate.

### Metamorfosis afectiva
La metamorfosis afectiva (キズナ現象, Kisuna gensho, "fenómeno vínculo") es una mecánica que debutó en la temporada XYZ de la serie de anime y la introdujeron en la serie de videojuegos principal en Sol y Luna. El único Pokémon capaz de lograr esta transformación es Greninja con la habilidad fuerte afecto. Greninja se transforma en Greninja Ash si debilita un Pokémon durante el combate (pero no se transformará si hay solo un Pokémon al que derrotar, en ese caso, el combate termina inmediatamente). Esta transformación le da un aspecto similar al de Ash Ketchum y aumenta sus características y la potencia del movimiento shuriken de agua. A diferencia de la megaevolución, la regresión primigenia y la ultraexplosión, la metamorfosis afectiva no requiere de un objeto para activarla. En el anime, como lo revela uno de los inventos de Lem, tanto Ash como Greninja tienen exactamente los mismos latidos cuando ocurre la metamorfosis afectiva. Según Lem, para ejecutar la transformación, las emociones de Ash y las de Greninja deben estar sincronizadas. También, en el anime, la metamorfosis afectiva requiere que la confianza entre el entrenador y el Pokémon estén al máximo. Ash también puede ver desde el punto de vista de Greninja cuando la transformación está activada. Aun así, esto viene con un efecto secundario para Ash: siempre que Greninja recibe un ataque, él puede sentirlo también (exactamente en el mismo lugar donde Greninja sufrió daño). Si lleva esta forma demasiado lejos (o si tanto el entrenador como el Pokémon fracasan en perfeccionar la transformación), Ash puede desmayarse debido al agotamiento y a la fatiga. Clem, la hermana menor de Lem, fue quien acuñó el término "Greninja Ash".

### Forma regional
| Región | Pokémon con forma regional | Pokémon con forma regional | Pokémon con forma regional | Pokémon con forma regional | Pokémon con forma regional | Pokémon con forma regional | Pokémon con forma regional | Pokémon con forma regional | Pokémon con forma regional | Pokémon con forma regional | Pokémon con forma regional | Pokémon con forma regional | Pokémon con forma regional | Pokémon con forma regional | Pokémon con forma regional | Pokémon con forma regional | Pokémon con forma regional            | Pokémon con forma regional            | Pokémon con forma regional            | Pokémon con forma regional |
| ------ | -------------------------- | -------------------------- | -------------------------- | -------------------------- | -------------------------- | -------------------------- | -------------------------- | -------------------------- | -------------------------- | -------------------------- | -------------------------- | -------------------------- | -------------------------- | -------------------------- | -------------------------- | -------------------------- | ------------------------------------- | ------------------------------------- | ------------------------------------- | -------------------------- |
| Alola  | Rattata de Alola           | Raticate de Alola          | Raichu de Alola            | Sandshrew de Alola         | Sandslash de Alola         | Vulpix de Alola            | Ninetales de Alola         | Diglett de Alola           | Dugtrio de Alola           | Meowth de Alola            | Persian de Alola           | Geodude de Alola           | Graveler de Alola          | Golem de Alola             | Grimer de Alola            | Muk de Alola               | Exeggutor de Alola                    | Marowak de Alola                      | No hay más Pokémon con forma regional |                            |
| Galar  | Meowth de Galar            | Ponyta de Galar            | Rapidash de Galar          | Slowpoke de Galar          | Slowbro de Galar           | Farfetch'd de Galar        | Weezing de Galar           | Mr. Mime de Galar          | Articuno de Galar          | Zapdos de Galar            | Moltres de Galar           | Slowking de Galar          | Corsola de Galar           | Zigzagoon de Galar         | Linoone de Galar           | Darumaka de Galar          | Darmanitan de Galar                   | Yamask de Galar                       | Stunfisk de Galar                     |                            |
| Hisui  | Growlithe de Hisui         | Arcanine de Hisui          | Voltorb de Hisui           | Electrode de Hisui         | Typhlosion de Hisui        | Qwilfish de Hisui          | Sneasel de Hisui           | Samurott de Hisui          | Lilligant de Hisui         | Zorua de Hisui             | Zoroark de Hisui           | Braviary de Hisui          | Sliggoo de Hisui           | Goodra de Hisui            | Avalugg de Hisui           | Decidueye de Hisui         | No hay más Pokémon con forma regional | No hay más Pokémon con forma regional | No hay más Pokémon con forma regional |                            |

Las formas regionales (リージョンフォーム, Rijon fomu), son especies de Pokémon encontradas en una región concreta que adquieren una forma diferente a la que tienen en la mayoría de las otras regiones. Muchas de las formas regionales poseen un tipo diferente al de su forma normal.

### Ultraexplosión
La ultraexplosión (ウルトラバースト, Urutora Basuto, "Ultra explosión") es una mecánica introducida en Ultrasol y Ultraluna exclusiva del Pokémon legendario Necrozma, el que puede experimentarla si se encuentra en su forma melena crepuscular o alas del alba y tienen equipado el cristal Z ultranecrostal Z, lo que le permite transformarse en Ultra-Necrozma. Al igual que la megaevolución, la metamorfosis afectiva y la regresión primigenia, la ultraexplosión aumenta las características de Necrozma y es una transformación temporal.

### Dinamax
Las transformaciones Dinamax (ダイマックス, Daimax) y Gigamax (キョダイマックス, Kyodaimax) son mecánicas introducidas en Espada y Escudo. Si el personaje del jugador posee un objeto llamado maximuñequera (ダイマックスバンド, Cinta Daimax), esta transformación aumenta drásticamente el tamaño de un Pokémon y sus PS en 50 % y le permite utilizar movimientos Dinamax. El Pokémon puede aumentar sus PS un 5 % adicional si si se usan caramelos Dinamax (ダイマックスアメ, Daimakkusu Ame, "caramelos Daimax") para aumentar su nivel Dinamax, hasta un máximo de 10 (donde el Pokémon dinamaxizado tendrá el doble de PS de su forma normal). A diferencia de la megaevolución, la regresión primigenia, los movimientos Z y la ultraexplosión, solo es posible dinamaxizar en estadios, en incursiones Dinamax y en otras áreas, excepto en combates contra entrenadores o contra Pokémon salvajes. La transformación no es permanente, ya que un Pokémon puede estar dinamaxizado solo por tres turnos, luego de estos, el Pokémon se encogerá y regresará a su tamaño normal.
Zacian, Zamazenta y Eternatus son los únicos Pokémon que no pueden dinamaxizarse.

#### Gigamax
| Juego y expansión      | Pokémon con forma Gigamax | Pokémon con forma Gigamax | Pokémon con forma Gigamax | Pokémon con forma Gigamax | Pokémon con forma Gigamax | Pokémon con forma Gigamax | Pokémon con forma Gigamax            | Pokémon con forma Gigamax            | Pokémon con forma Gigamax            | Pokémon con forma Gigamax            | Pokémon con forma Gigamax            | Pokémon con forma Gigamax            | Pokémon con forma Gigamax            | Pokémon con forma Gigamax            | Pokémon con forma Gigamax            | Pokémon con forma Gigamax            | Pokémon con forma Gigamax            | Pokémon con forma Gigamax            | Pokémon con forma Gigamax            | Pokémon con forma Gigamax            | Pokémon con forma Gigamax            | Pokémon con forma Gigamax            | Pokémon con forma Gigamax            | Pokémon con forma Gigamax            | Pokémon con forma Gigamax            | Pokémon con forma Gigamax            |
| ---------------------- | ------------------------- | ------------------------- | ------------------------- | ------------------------- | ------------------------- | ------------------------- | ------------------------------------ | ------------------------------------ | ------------------------------------ | ------------------------------------ | ------------------------------------ | ------------------------------------ | ------------------------------------ | ------------------------------------ | ------------------------------------ | ------------------------------------ | ------------------------------------ | ------------------------------------ | ------------------------------------ | ------------------------------------ | ------------------------------------ | ------------------------------------ | ------------------------------------ | ------------------------------------ | ------------------------------------ | ------------------------------------ |
| Espada y Escudo        | Charizard Gigamax         | Butterfree Gigamax        | Pikachu Gigamax           | Meowth Gigamax            | Machamp Gigamax           | Gengar Gigamax            | Kingler Gigamax                      | Lapras Gigamax                       | Eevee Gigamax                        | Snorlax Gigamax                      | Garbodor Gigamax                     | Melmetal Gigamax                     | Corviknight Gigamax                  | Orbeetle Gigamax                     | Drednaw Gigamax                      | Coalossal Gigamax                    | Flapple Gigamax                      | Appletun Gigamax                     | Sandaconda Gigamax                   | Toxtricity Gigamax                   | Centiskorch Gigamax                  | Hatterene Gigamax                    | Grimmsnarl Gigamax                   | Alcremie Gigamax                     | Copperajah Gigamax                   | Duraludon Gigamax                    |
| La Isla de la Armadura | Venusaur Gigamax          | Blastoise Gigamax         | Rillaboom Gigamax         | Cinderace Gigamax         | Inteleon Gigamax          | Urshifu Gigamax           | No hay más Pokémon con forma Gigamax | No hay más Pokémon con forma Gigamax | No hay más Pokémon con forma Gigamax | No hay más Pokémon con forma Gigamax | No hay más Pokémon con forma Gigamax | No hay más Pokémon con forma Gigamax | No hay más Pokémon con forma Gigamax | No hay más Pokémon con forma Gigamax | No hay más Pokémon con forma Gigamax | No hay más Pokémon con forma Gigamax | No hay más Pokémon con forma Gigamax | No hay más Pokémon con forma Gigamax | No hay más Pokémon con forma Gigamax | No hay más Pokémon con forma Gigamax | No hay más Pokémon con forma Gigamax | No hay más Pokémon con forma Gigamax | No hay más Pokémon con forma Gigamax | No hay más Pokémon con forma Gigamax | No hay más Pokémon con forma Gigamax | No hay más Pokémon con forma Gigamax |

Gigamax (キョダイマックス, Kyodaimax) es una mecánica introducida en Espada y Escudo. Gigamax es similar a Dinamax, pero cambia la forma del Pokémon de manera parecida a como lo hace la megaevolución. Los Pokémon Gigamax utilizan movimientos Gigamax, los que son exclusivos de los 32 Pokémon capaces de gigamaxizarse (hasta el lanzamiento de los DLC La Isla de la Armadura y Las Nieves de la Corona). Todos los Pokémon Gigamax deben tener un movimiento de su respectivo tipo para utilizar el movimiento Gigamax que le corresponde.

#### Dinamax infinito
Dinamax infinito (ムゲンダイマックス, Mugendaimax) es una mecánica introducida en Espada y Escudo y es exclusiva del Pokémon legendario Eternatus. Este cambia a su forma Dinamax infinito después de derrotarlo por primera vez. Su poder impide que ataquen los Pokémon del jugador y los de Paul. Se puede atacar a Eternatus después de que el jugador convoca a los Pokémon legendarios Zacian y Zamazenta, lo que resulta en una incursión Dinamax donde el jugador puede capturar a Eternatus y acabar con su transformación.
Se puede ver a Eternatus Dinamax infinito en combate (si Eternatus utiliza el movimiento rayo infinito), pero, actualmente, el jugador no puede utilizar esta forma de Eternatus fuera de esta aparición.

## Grupos de Pokémon

### Pokémon iniciales
| Juego(s)                                                        | Pokémon iniciales | Pokémon iniciales | Pokémon iniciales |
| --------------------------------------------------------------- | ----------------- | ----------------- | ----------------- |
| Rojo, Verde, Azul, Rojo Fuego y Verde Hoja                      | Bulbasaur         | Charmander        | Squirtle          |
| Oro, Plata, Cristal, Oro HeartGold y Plata SoulSilver           | Chikorita         | Cyndaquil         | Totodile          |
| Rubí, Zafiro, Esmeralda, Rubí Omega y Zafiro Alfa               | Treecko           | Torchic           | Mudkip            |
| Diamante, Perla, Platino, Diamante Brillante y Perla Reluciente | Turtwig           | Chimchar          | Piplup            |
| Negro, Blanco, Negro 2 y Blanco 2                               | Snivy             | Tepig             | Oshawott          |
| Pokémon X e Y                                                   | Chespin           | Fennekin          | Froakie           |
| Sol, Luna, Ultrasol y Ultraluna                                 | Rowlet            | Litten            | Popplio           |
| Espada y Escudo                                                 | Grookey           | Scorbunny         | Sobble            |
| Leyendas: Arceus                                                | Rowlet            | Cyndaquil         | Oshawott          |
| Escarlata y Púrpura                                             | Sprigatito        | Fuecoco           | Quaxly            |

Uno de los aspectos recurrentes de la serie de RPG de Pokémon es tener que elegir uno de tres Pokémon diferentes al inicio de las aventuras del jugador. Los jugadores tienen la opción de escoger uno de tres tipos diferentes de Pokémon: uno de tipo planta, uno de tipo fuego y uno de tipo de agua, aunque muchos Pokémon iniciales obtienen un tipo adicional al evolucionar. Se supone que estos Pokémon son nativos de sus regiones, pero, aun así, no se pueden obtener de otra manera, excepto a través de intercambios con otro juego (con la excepción de Leyendas: Arceus). Muchos juegos incluyen un personaje rival, quien recibe al Pokémon cuyo tipo tiene ventaja contra el Pokémon inicial del jugador (con la excepción de Sol, Luna, Ultrasol y Ultraluna, así como de Espada y Escudo, done el rival del jugador, Tilo y Paul respectivamente, escoge un Pokémon que es débil al Pokémon del jugador).

### Acompañantes Pokémon
| Juego(s)                                          | Acompañantes Pokémon | Acompañantes Pokémon | Acompañantes Pokémon | Acompañantes Pokémon | Acompañantes Pokémon | Acompañantes Pokémon |
| ------------------------------------------------- | -------------------- | -------------------- | -------------------- | -------------------- | -------------------- | -------------------- |
| Amarillo, Let's Go, Pikachu! y Masters EX         | Pikachu              | Pikachu              | Pikachu              | Pikachu              | Pikachu              | Pikachu              |
| XD: Tempestad oscura, Conquest y Let's Go, Eevee! | Eevee                | Eevee                | Eevee                | Eevee                | Eevee                | Eevee                |
| Colosseum                                         | Espeon               | Espeon               | Espeon               | Umbreon              | Umbreon              | Umbreon              |
| Ranger                                            | Plusle               | Plusle               | Plusle               | Minun                | Minun                | Minun                |
| Ranger: Sombras de Almia                          | Starly               | Starly               | Pachirisu            | Pachirisu            | Munchlax             | Munchlax             |
| Ranger: Trazos de Luz                             | Pichu                | Pichu                | Pichu                | Pichu                | Pichu                | Pichu                |

Este concepto, introducido en Amarillo, donde los jugadores reciben un Pikachu, la mascota de la franquicia mediática Pokémon, permite que este camine detrás de ellos durante la aventura. En esa versión, el entrenador rival recibe un Eevee, un Pokémon de tipo normal. Sin embargo, con la introducción de Let's Go, Pikachu! y Let's Go, Eevee!, el jugador recibirá un Pikachu y el rival un Eevee en Let's Go, Pikachu!, y viceversa en Let's Go, Eevee! El Eevee recibido por el jugador evolucionará a una de sus tres formas evolucionadas diferentes según cómo le va en los combates contra el rival al principio del juego.

### Pokémon fósiles
| Generación         | Pokémon fósiles            | Pokémon fósiles            | Pokémon fósiles            | Pokémon fósiles            | Pokémon fósiles            |
| ------------------ | -------------------------- | -------------------------- | -------------------------- | -------------------------- | -------------------------- |
| Primera generación | Omanyte                    | Omastar                    | Kabuto                     | Kabutops                   | Aerodactyl                 |
| Segunda generación | No hay más Pokémon fósiles | No hay más Pokémon fósiles | No hay más Pokémon fósiles | No hay más Pokémon fósiles | No hay más Pokémon fósiles |
| Tercera generación | Lileep                     | Cradily                    | Anorith                    | Armaldo                    | No hay más Pokémon fósiles |
| Cuarta generación  | Cranidos                   | Rampardos                  | Shieldon                   | Bastiodon                  | No hay más Pokémon fósiles |
| Quinta generación  | Tirtouga                   | Carracosta                 | Archen                     | Archeops                   | No hay más Pokémon fósiles |
| Sexta generación   | Tyrunt                     | Tyrantrum                  | Amaura                     | Aurorus                    | No hay más Pokémon fósiles |
| Séptima generación | No hay más Pokémon fósiles | No hay más Pokémon fósiles | No hay más Pokémon fósiles | No hay más Pokémon fósiles | No hay más Pokémon fósiles |
| Octava generación  | Dracozolt                  | Arctozolt                  | Dracovish                  | Arctovish                  | No hay más Pokémon fósiles |

Los Pokémon fósiles (化石ポケモン Kaseki Pokémon?) son Pokémon prehistóricos que se pueden obtener reviviendo sus fósiles específicos.

### Pokémon legendarios
| Generación         | #  | Pokémon legendarios | Pokémon legendarios | Pokémon legendarios | Pokémon legendarios | Pokémon legendarios | Pokémon legendarios | Pokémon legendarios | Pokémon legendarios | Pokémon legendarios | Pokémon legendarios | Pokémon legendarios | Pokémon legendarios | Pokémon legendarios | Pokémon legendarios | Pokémon legendarios |
| ------------------ | -- | --- | --- | --- | --- | --- | --- | --- | --- | --- | --- | --- | --- | --- | --- | ------------------- |
| Primera generación | 4  | Articuno | Zapdos | Moltres | Mewtwo | No hay más Pokémon legendarios | No hay más Pokémon legendarios | No hay más Pokémon legendarios | No hay más Pokémon legendarios | No hay más Pokémon legendarios | No hay más Pokémon legendarios | No hay más Pokémon legendarios | No hay más Pokémon legendarios | No hay más Pokémon legendarios | No hay más Pokémon legendarios |                     |
| Segunda generación | 5  | Raikou | Entei | Suicune | Lugia | Ho-Oh | No hay más Pokémon legendarios | No hay más Pokémon legendarios | No hay más Pokémon legendarios | No hay más Pokémon legendarios | No hay más Pokémon legendarios | No hay más Pokémon legendarios | No hay más Pokémon legendarios | No hay más Pokémon legendarios | No hay más Pokémon legendarios |                     |
| Tercera generación | 8  | Regirock | Regice | Registeel | Latias | Latios | Kyogre | Groudon | Rayquaza | No hay más Pokémon legendarios | No hay más Pokémon legendarios | No hay más Pokémon legendarios | No hay más Pokémon legendarios | No hay más Pokémon legendarios | No hay más Pokémon legendarios |                     |
| Cuarta generación  | 9  | Uxie | Mesprit | Azelf | Dialga | Palkia | Heatran | Regigigas | Giratina | Cresselia | No hay más Pokémon legendarios | No hay más Pokémon legendarios | No hay más Pokémon legendarios | No hay más Pokémon legendarios | No hay más Pokémon legendarios |                     |
| Quinta generación  | 9  | Cobalion | Terrakion | Virizion | Tornadus | Thundurus | Reshiram | Zekrom | Landorus | Kyurem | No hay más Pokémon legendarios | No hay más Pokémon legendarios | No hay más Pokémon legendarios | No hay más Pokémon legendarios | No hay más Pokémon legendarios |                     |
| Sexta generación   | 3  | Xerneas | Yveltal | Zygarde | No hay más Pokémon legendarios | No hay más Pokémon legendarios | No hay más Pokémon legendarios | No hay más Pokémon legendarios | No hay más Pokémon legendarios | No hay más Pokémon legendarios | No hay más Pokémon legendarios | No hay más Pokémon legendarios | No hay más Pokémon legendarios | No hay más Pokémon legendarios | No hay más Pokémon legendarios |                     |
| Séptima generación | 11 | Código Cero | Silvally | Tapu Koko | Tapu Lele | Tapu Bulu | Tapu Fini | Cosmog | Cosmoem | Solgaleo | Lunala | Necrozma | No hay más Pokémon legendarios | No hay más Pokémon legendarios | No hay más Pokémon legendarios |                     |
| Octava generación  | 11 | Zacian | Zamazenta | Eternatus | Kubfu | Urshifu | Regieleki | Regidrago | Glastrier | Spectrier | Calyrex | Articuno de Galar | Zapdos de Galar | Moltres de Galar | Enamorus |                     |
| Total              | 60 | Las formas de Galar de Articuno, Zapdos y Moltres en la octava generación no se cuentan como Pokémon diferentes a los de la primera generación | Las formas de Galar de Articuno, Zapdos y Moltres en la octava generación no se cuentan como Pokémon diferentes a los de la primera generación | Las formas de Galar de Articuno, Zapdos y Moltres en la octava generación no se cuentan como Pokémon diferentes a los de la primera generación | Las formas de Galar de Articuno, Zapdos y Moltres en la octava generación no se cuentan como Pokémon diferentes a los de la primera generación | Las formas de Galar de Articuno, Zapdos y Moltres en la octava generación no se cuentan como Pokémon diferentes a los de la primera generación | Las formas de Galar de Articuno, Zapdos y Moltres en la octava generación no se cuentan como Pokémon diferentes a los de la primera generación | Las formas de Galar de Articuno, Zapdos y Moltres en la octava generación no se cuentan como Pokémon diferentes a los de la primera generación | Las formas de Galar de Articuno, Zapdos y Moltres en la octava generación no se cuentan como Pokémon diferentes a los de la primera generación | Las formas de Galar de Articuno, Zapdos y Moltres en la octava generación no se cuentan como Pokémon diferentes a los de la primera generación | Las formas de Galar de Articuno, Zapdos y Moltres en la octava generación no se cuentan como Pokémon diferentes a los de la primera generación | Las formas de Galar de Articuno, Zapdos y Moltres en la octava generación no se cuentan como Pokémon diferentes a los de la primera generación | Las formas de Galar de Articuno, Zapdos y Moltres en la octava generación no se cuentan como Pokémon diferentes a los de la primera generación | Las formas de Galar de Articuno, Zapdos y Moltres en la octava generación no se cuentan como Pokémon diferentes a los de la primera generación | Las formas de Galar de Articuno, Zapdos y Moltres en la octava generación no se cuentan como Pokémon diferentes a los de la primera generación |                     |

Pokémon legendario (伝説のポケモン Densetsu no Pokémon?) es un término jergal. Desde las versiones Oro y Plata, las portadas de los juegos de la serie principal muestran a un Pokémon legendario, el que suele ser el que está más involucrado en la historia principal de su juego. Se suele describir a los Pokémon legendarios como seres extraordinariamente raros y, en la mayoría de los casos, son excepcionalmente poderosos, difíciles de capturar e incapaces de evolucionar (a excepción de Cosmog, Cosmoem y Kubfu) y ninguno puede criar. Muchos Pokémon legendarios tampoco poseen un sexo (a excepción de Latias, Cresselia y Enamorus, quienes solo pueden ser hembras; Latios, Thundurus, Tornadus y Landorus, quienes solo pueden ser machos; y Kubfu, Urshifu y Heatran, quienes pueden ser machos o hembras). Algunos Pokémon, llamados coloquialmente Pokémon errantes (移動してるポケモン "Pokémon migratorio"?) se desplazan de manera aleatoria alrededor del mapa y huyen del combate, lo que los hace aún más difíciles de capturar. Estos Pokémon suelen ser el objetivo de los equipos villanos, quienes pretenden utilizarlos ya sea para destruir o para recrear el mundo Pokémon.

### Pokémon singulares
| Generación         | Pokémon singulares | Pokémon singulares            | Pokémon singulares            | Pokémon singulares            | Pokémon singulares            |
| ------------------ | ------------------ | ----------------------------- | ----------------------------- | ----------------------------- | ----------------------------- |
| Primera generación | Mew                | No hay más Pokémon singulares | No hay más Pokémon singulares | No hay más Pokémon singulares | No hay más Pokémon singulares |
| Segunda generación | Celebi             | No hay más Pokémon singulares | No hay más Pokémon singulares | No hay más Pokémon singulares | No hay más Pokémon singulares |
| Tercera generación | Jirachi            | Deoxys                        | No hay más Pokémon singulares | No hay más Pokémon singulares | No hay más Pokémon singulares |
| Cuarta generación  | Phione             | Manaphy                       | Darkrai                       | Shaymin                       | Arceus                        |
| Quinta generación  | Victini            | Keldeo                        | Meloetta                      | Genesect                      | No hay más Pokémon singulares |
| Sexta generación   | Diancie            | Hoopa                         | Volcanion                     | No hay más Pokémon singulares | No hay más Pokémon singulares |
| Séptima generación | Magearna           | Marshadow                     | Zeraora                       | Meltan                        | Melmetal                      |
| Octava generación  | Zarude             | No hay más Pokémon singulares | No hay más Pokémon singulares | No hay más Pokémon singulares | No hay más Pokémon singulares |

Los Pokémon singulares (幻のポケモン Maboroshi no Pokémon?, "Pokémon ilusorio") son un grupo aparte de Pokémon. Comúnmente, se asocia el término con los Pokémon que no se pueden obtener jugando normalmente y requieren de una mecánica externa para hacerlo; sin embargo, han hecho obtenibles a algunos Pokémon singulares en entregas posteriores, siendo Deoxys el más notable. Estos Pokémon suelen ubicarse al final de la Pokédex de sus respectivos juegos y solo se pueden obtener repartidos en eventos organizados por Nintendo. Mew fue el primero de estos Pokémon singulares, a quien Shigeki Morimoto programó en Rojo y Verde como un personaje secreto sin que los otros miembros del equipo de desarrollo lo supieran y no lo anunciaron hasta muchos meses después del lanzamiento de los juegos en una promoción especial. Desde entonces, se sigue incluyendo en los juegos Pokémon que no se pueden obtener jugando normalmente, pero el programa que permite que el jugador los capture en los juegos se puede activar con objetos especiales (o con otros Pokémon) repartidos por Nintendo. El primero de estos objetos fue la GS Ball en Cristal, la que repartieron a los jugadores en Japón por medio de un accesorio que conectaba la consola con un teléfono móvil, permitiendo al jugador encontrarse con Celebi. Al igual que los Pokémon legendarios, los Pokémon singulares son poderosos y difíciles de capturar, no suelen ser parte de una línea evolutiva (a excepción de Meltan) y no pueden criar (a excepción de Manaphy).

### Pokémon variocolores
Los Pokémon variocolores (光るポケモン Iro chigai Pokémon?, "Pokémon de diferentes colores"), también llamados "Pokémon shinies" ("brillantes"), debutaron en Oro y Plata como una forma de demostrar las nuevas capacidades de colores de la Game Boy Color. Estos son Pokémon con colores distintos a los normales; en los juegos más antiguos, esto se hacía con un cambio de paleta. Encontrarse con un Pokémon variocolor es extremadamente raro, ya que la probabilidad de hacerlo, bajo condiciones normales, es de 1 en 8192 (es de 1 en 4096 a partir de la sexta generación). Existen grandes excepciones a esta regla, por ejemplo, el Gyarados rojo (variocolor) que aparece en Oro, Plata, Cristal, Oro HeartGold y Plata SoulSilver y los tres Pokémon que aparecen en Negro 2 y Blanco 2; ya que está garantizado que todos estos sean variocolores.
Existen varias maneras de aumentar la probabilidad de conseguir un Pokémon variocolor. En los juegos de la segunda generación, criar un Pokémon variocolor con un Pokémon normal tiene la probabilidad más alta (de 1 en 64) de producir un Pokémon shiny. En Diamante, Perla, Platino, Diamante Brillante, Perla Reluciente, Pokémon X e Y, se puede utilizar el Pokéradar para "hacer una cadena" de Pokémon de la misma especie, mejorando la probabilidad de encontrarse con un Pokémon variocolor con cada eslabón (puedes llegar hasta 40 eslabones, momento en el que la probabilidad será de 1 en 200). Desde la cuarta generación, criar Pokémon que se hayan originado en juegos de dos idiomas diferentes resulta en huevos con una probabilidad de 1 en 1638 de obtener un Pokémon variocolor (en los juegos de la cuarta generación) o de 1 en 1365 (desde Negro y Blanco); a este método de aumentar las probabilidades de criar un Pokémon variocolor se le apodó como el "método Masuda", en honor al desarrollador Junichi Masuda. Además, un objeto introducido en Negro 2 y Blanco 2, llamado amuleto iris, aumenta la probabilidad de encontrar un Pokémon variocolor. No obstante, este objeto solo es accesible mucho tiempo después de completar el juego, ya que el jugador debe haber completado la Pokédex Nacional (excepto por los Pokémon singulares). A partir de Blanco y Negro, en todos los juegos no se puede obtener la versión variocolor de ciertos Pokémon jugando normalmente. Se pueden obtener, aun así, en eventos de tiempo limitado. Un ejemplo de tales eventos sería el evento para obtener a Zacian y Zamazenta variocolores (los que no se pueden obtener normalmente en esa versión), donde los jugadores ingresan un código en la opción Regalo misterioso para recibir dichos Pokémon. Inicialmente, el evento comenzó en Corea del Sur, exclusivamente para los jugadores que preordenaran Diamante Brillante y Perla Reluciente y, desde entonces, el evento se extendió a todo el mundo.
Una mecánica introducida en Sol y Luna, el combate con refuerzos, creó una manera nueva de "cazar" Pokémon variocolores. Si un Pokémon salvaje llama aliados para ayudarle y el aliado es continuamente de la misma especie en una "cadena", la probabilidad de que llame a un Pokémon variocolor llega hasta una base de 13 entre 4096 después de que llame al trigésimo aliado, así como aumentan las probabilidades de que el aliado tenga una habilidad oculta e IV perfectos, aunque pueden tener un máximo de cuatro IV perfectos. En el minijuego ultraviaje dimensional de sus secuelas, al viajar exitosamente por más años luz a través del ultraumbral y entrar a los que tienen más anillos, el jugador puede aumentar la probabilidad de encontrarse con Pokémon variocolores en el Ultraespacio Cero. La séptima generación también introdujo una versión mejorada del "método Masuda", llamado "método del cambiazo" (más conocido por su nombre en inglés swap breeding); consiste en que el juego se guarda continuamente y se hace un soft reset hasta que un Pokémon sustituto que eclosione rápido lo haga siendo variocolor dentro de los primeros treinta intentos y lo variocolor se trasplante al nuevo Pokémon eclosionado en la misma posición en la que estaba el sustituto.
En Oro, Plata y Cristal, los Pokémon variocolor poseen características ligeramente mayores al promedio, pero esto se debe a que lo variocolor se determina según sus IV en aquellos juegos. Desde la tercera generación, sin embargo, lo variocolor se determina según otro valor y los Pokémon variocolor no son más fuertes que cualquier otro Pokémon. La mayoría de los fanáticos considera a los Pokémon variocolores como objetos de coleccionista debido a su rareza.
Al principio, el término "shiny" lo inventó la comunidad de Pokémon debido al destello de estrellas que aparece cuando estos Pokémon entran al combate, implicando que se trataba de un brillo propio de los colores del Pokémon. El término "Pokémon shiny" fue reconocido oficialmente más tarde en Negro y Blanco, pero fue utilizado en el anime y en unas cuantas guías de estrategia antes de que esto ocurriera. El término hikaru (光る, "brillante") era también un término jergal ampliamente utilizado en Japón; Ken Sugimori utiliza la palabra hikaru en el título de una de sus obras artísticas, la que muestra a un Charizard variocolor. Otro término, "color alternativo" (色違い Iro Chigai?) aparece entre las opciones que el jugador puede escoger al completar formularios en la tercera generación de juegos.
Los Pokémon variocolores han aparecido en el anime, incluyendo al antes mencionado Gyarados rojo y a un Noctowl que captura el protagonista Ash Ketchum. Un Butterfree rosa apareció también en un episodio de la primera temporada del anime, pero este color alternativo no es el que aparece en los videojuegos posteriores donde se han implementado los Pokémon variocolores.

### Pokémon bebés
| Generación         | Pokémon bebés            | Pokémon bebés            | Pokémon bebés            | Pokémon bebés            | Pokémon bebés            | Pokémon bebés            | Pokémon bebés            | Pokémon bebés            |
| ------------------ | ------------------------ | ------------------------ | ------------------------ | ------------------------ | ------------------------ | ------------------------ | ------------------------ | ------------------------ |
| Primera generación | No hay más Pokémon bebés | No hay más Pokémon bebés | No hay más Pokémon bebés | No hay más Pokémon bebés | No hay más Pokémon bebés | No hay más Pokémon bebés | No hay más Pokémon bebés | No hay más Pokémon bebés |
| Segunda generación | Pichu                    | Cleffa                   | Igglybuff                | Togepi                   | Tyrogue                  | Smoochum                 | Elekid                   | Magby                    |
| Tercera generación | Azurill                  | Wynaut                   | No hay más Pokémon bebés | No hay más Pokémon bebés | No hay más Pokémon bebés | No hay más Pokémon bebés | No hay más Pokémon bebés | No hay más Pokémon bebés |
| Cuarta generación  | Budew                    | Chingling                | Bonsly                   | Mime Jr.                 | Happiny                  | Munchlax                 | Riolu                    | Mantyke                  |
| Quinta generación  | No hay más Pokémon bebés | No hay más Pokémon bebés | No hay más Pokémon bebés | No hay más Pokémon bebés | No hay más Pokémon bebés | No hay más Pokémon bebés | No hay más Pokémon bebés | No hay más Pokémon bebés |
| Sexta generación   | No hay más Pokémon bebés | No hay más Pokémon bebés | No hay más Pokémon bebés | No hay más Pokémon bebés | No hay más Pokémon bebés | No hay más Pokémon bebés | No hay más Pokémon bebés | No hay más Pokémon bebés |
| Séptima generación | No hay más Pokémon bebés | No hay más Pokémon bebés | No hay más Pokémon bebés | No hay más Pokémon bebés | No hay más Pokémon bebés | No hay más Pokémon bebés | No hay más Pokémon bebés | No hay más Pokémon bebés |
| Octava generación  | Toxel                    | No hay más Pokémon bebés | No hay más Pokémon bebés | No hay más Pokémon bebés | No hay más Pokémon bebés | No hay más Pokémon bebés | No hay más Pokémon bebés | No hay más Pokémon bebés |

Algunos Pokémon tienen preevoluciones que suelen ser obtenibles únicamente al eclosionarlos de huevos. Conocidos como Pokémon bebés (ベイビィポケモン, Beibi Pokémon), estos Pokémon no pueden criar, pero tienen evoluciones que pueden criar Pokémon bebés. Para la mayoría de los Pokémon bebés introducidos después de Oro y Plata, los padres solo pueden producir estos Pokémon cuando uno tiene equipado un cierto objeto.

### Ultraentes
| Juego(s)             | Ultraentes | Ultraentes | Ultraentes | Ultraentes  | Ultraentes            | Ultraentes            | Ultraentes            |
| -------------------- | ---------- | ---------- | ---------- | ----------- | --------------------- | --------------------- | --------------------- |
| Sol y Luna           | Nihilego   | Buzzwole   | Pheromosa  | Xurkitree   | Celesteela            | Kartana               | Guzzlord              |
| Ultrasol y Ultraluna | Poipole    | Naganadel  | Stakataka  | Blacephalon | No hay más Ultraentes | No hay más Ultraentes | No hay más Ultraentes |

Los Ultraentes (ウルトラビースト Urutora Biisuto?, "Ultra bestias") son un grupo de Pokémon extradimensionales originados del Ultraespacio.

## Conectividad

### Intercambio de Pokémon

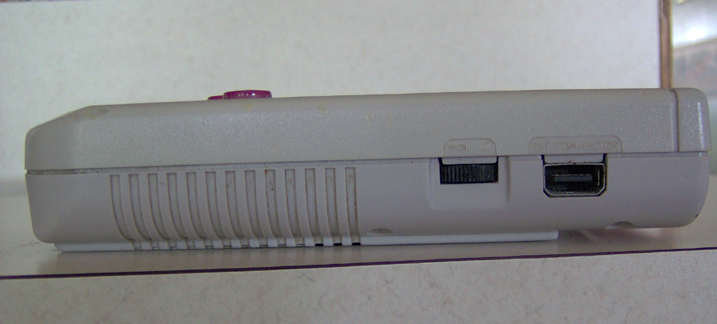
El puerto del cable link se encuentra sobre el control de volumen en la Game Boy original.

Los jugadores tienen la capacidad de intercambiar sus Pokémon con los de otro conectando dos juegos compatibles. El intercambio es un aspecto importante de los juegos de Pokémon, siendo el elemento esencial en el que se basa gran parte de la franquicia. Esto se debe a que el eslogan (y por consecuencia el objetivo del juego) "¡Hazte con todos!" (aunque en Hispanoamérica es "¡Atrápalos ya!"), es logísticamente imposible sin los intercambios. Todos los juegos lanzados en una generación tienen ciertos Pokémon que son exclusivos de esa versión. Por ejemplo, en Rojo, los jugadores pueden capturar al Pokémon Ekans y a su forma evolucionada, Arbok, mientras que ambos están ausentes en estado salvaje tanto en Azul como en Amarillo. Otros Pokémon solo están disponibles ofrecidos como una elección; el ejemplo más obvio es la elección entre los tres Pokémon iniciales al principio del juego; la única manera de conseguir a los otros dos es por intercambio. Algunos NPC ofrecen intercambiar Pokémon con el jugador, permitiéndoles adquirir Pokémon que de otra forma no serían accesibles sin conectarse con otro juego. Por ejemplo, la única manera de conseguir un Jynx en Rojo y Azul (además de intercambiar con otro cartucho) es a través de un intercambio dentro del juego. La otra manera en que el intercambio se hace fundamental en el juego es que algunos Pokémon, como Haunter y Machoke, evolucionan a sus formas finales solo por intercambio.
El intercambio entre juegos en la Game Boy y los sistemas relacionados se realiza a través de un cable link, el que se conecta a los puertos que se encuentran en todas las encarnaciones de la Game Boy. El tamaño de los puertos varía entre las consolas, así que se han creado varios cables híbridos que permiten, por ejemplo, conectar la Game Boy original con la Game Boy Color. Rojo Fuego y Verde Hoja incluyen un adaptador inalámbrico especial que se conecta al puerto del cable link para lograr una comunicación inalámbrica local; mientras que, en la Nintendo DS, se utiliza el DS Wireless Communications. En Diamante y Perla también introdujeron la Terminal Global (GTS, por sus siglas en inglés), un sitio donde las personas de todas partes el mundo pueden intercambiar Pokémon utilizando la Conexión Wi-Fi (CWF) de Nintendo. En la GTS, el jugador puede ingresar su propia ubicación y localizar las ubicaciones de otros jugadores con los que ha interactuado. La CWF de Nintendo registra estos datos cuando los jugadores intercambian exitosamente con alguien en la GTS o en su bloc de amigos. Para la línea Nintendo 3DS, implementaron dos sucesores de la CWF de Nintendo en cada generación. En el Player Search System (PSS) en Pokémon X e Y, Rubí Omega y Zafiro Alfa, a la funcionalidad se le llama simplemente Intercambio, mientras que en Sol, Luna, Ultrasol y Ultraluna, en la Festi Plaza, la funcionalidad se llama Intercambio en conexión. El segundo sucesor se llama Intercambio prodigioso; en él, los jugadores escogen un Pokémon para intercambiarlo y se les empareja aleatoriamente con otro jugador de alrededor del mundo.

### Combates Pokémon
Además de permitir los intercambios entre jugadores, las características de conectividad, como el cable link y los servicios por internet GTS y PSS, también permiten que los jugadores combatan entre sí y prueben la fuerza de sus Pokémon y sus estrategias. Esto ha permitido jugar Pokémon competitivamente, habiendo incluso torneos a nivel mundial.

## Regalo misterioso
El Regalo misterioso, un medio por el que los jugadores pueden recibir objetos de otras personas, debutó en Oro y Plata y, desde entonces, ha aparecido en todos los juegos portátiles de Pokémon. Para utilizar el Regalo misterioso, primero se debe activar esta característica de una manera concreta.
En Oro, Plata y Cristal, si dos jugadores alinean los puertos infrarrojos en sus Game Boy Color y activan el Regalo misterioso del menú de la intro, cada uno recibirá un objeto. Este proceso también envía un registro del equipo Pokémon de cada jugador al juego del otro para un evento diario en Ciudad Verde en el que pueden combatir contra el equipo del otro jugador (controlado por el CPU). Los jugadores pueden utilizar el regalo misterioso ilimitadas veces, pero solo una vez al día por cada persona. Además, un jugador de Stadium 2 con un cartucho de Oro, Plata o Cristal conectado al Transfer Pak puede utilizar el Regalo misterioso con una chica en Ciudad Blanca. También se puede recibir un Regalo misterioso al conectar con un Pikachu 2: GS.
En Diamante y Perla, expandieron el Regalo misterioso para incluir una variedad de opciones para transferir. Después de activar el Regalo misterioso, los jugadores pueden obtener objetos de manera inalámbrica o por medio de la CWF de Nintendo y también pueden transferirlos a sus amigos. Además, la conexión inalámbrica permite que el jugador transfiera objetos desde Battle Revolution. Actualmente, el Regalo misterioso por medio de la CWF de Nintendo solo se ha implementado en Platino y en Oro HeartGold y Plata SoulSilver. Sin embargo, cambiaron esto cuando repartieron al Pichu variocolor a todas las versiones de los juegos a través de la CWF de Nintendo. También, con la creación del Pokéwalker, en Oro HeartGold y Plata SoulSilver, vino otra manera de recibir un Regalo misterioso. Al pulsar el botón de conexión en dos Pokéwalkers y apuntar uno hacia el otro, ambos obtendrán un objeto, el cual el jugador recibirá al conectarse con su juego. A partir de Pokémon X e Y, se añadió una opción para recibir Regalos misteriosos mediante números de serie de un solo uso o por medio de contraseñas en la Nintendo Network. Los números de serie de un solo uso se entregan en las tiendas participantes y, antes de que la cerraran, por medio de la página Pokémon Global Link, y suelen estar bloqueados por región. Los eventos inalámbricos e infrarrojos ya no lo están, por lo que cualquier consola en cualquier región puede recibir los eventos repartidos por esos métodos.

### Evento misterioso
En Rubí y Zafiro, el Evento misterioso reemplaza al Regalo misterioso. Esta característica utiliza el accesorio e-Reader, el cual ahora está obsoleto. Utilizando e-Cards especiales, el jugador podía obtener objetos especiales como bayas raras o el ticket eón. En Rojo Fuego, Verde Hoja y Esmeralda, el Evento misterioso es un medio para obtener objetos especiales en los eventos promocionales de Nintendo por medio del Adaptador Inalámbrico, el que permite que el jugador capture Pokémon que de otra forma no podría hacerlo, como Mew y Deoxys.

### Banco de Pokémon
El Banco de Pokémon (ポケモンバンク Pokémon Banku?) es una aplicación que permite a los jugadores almacenar hasta 3000 Pokémon en un servicio de almacenamiento en nube en línea. Los jugadores pueden depositar y retirar Pokémon tanto desde las versiones físicas como desde las descargadas de los juegos compatibles, permitiéndole intercambiar Pokémon entre dos versiones sin necesitar un segundo sistema. Además, una aplicación llamada Poké Trasladador (ポケムーバー Poke Mūbā?, "Poké Movedor") permite que los jugadores suban Pokémon desde Negro, Blanco, Negro 2 y Blanco 2 al Banco de Pokémon, después de lo cual los puede importar a los juegos más recientes. El servicio requiere suscribirse y pagar una cuota anual; y hay planes para seguir utilizándolo para los futuros títulos de Pokémon.
Aunque se pretendía lanzarlo el 27 de diciembre del 2013, el Banco de Pokémon fue aplazado debido a niveles de tráfico imprevistos en el servicio de Nintendo Network. El Banco de Pokémon fue lanzado completamente en la Nintendo eShop el 22 de enero del 2014 en Japón, el 4 de febrero del 2014 en Europa y el 5 de febrero del 2014 en América del Norte.
A partir de una actualización lanzada el 24 de enero del 2017, Sol y Luna también han obtenido compatibilidad con el Banco de Pokémon. La actualización permite que los jugadores envíen a sus Pokémon desde los juegos principales de la sexta generación a Sol y Luna, aun así, al transferirlos, no pueden regresar a los juegos más antiguos. Además, el Poké Trasladador también recibió una actualización para permitir que los jugadores transferir a los Pokémon capturados en las ediciones de la Consola Virtual de Rojo, Azul y Amarillo a Sol y Luna. La actualización también añadió una nueva Pokédex Nacional dentro del juego, presumiblemente para compensar la carencia de una en Sol y Luna.
El 17 de noviembre del 2017, coincidiendo con el lanzamiento de Ultrasol y Ultraluna, se anunció que estos juegos serían compatibles con el Banco de Pokémon más adelante en el mismo mes. La actualización, que vino tres días después, añadió también la compatibilidad con las versiones de la Consola Virtual de Oro, Plata y Cristal (esta última no fue relanzada hasta el 26 de enero del 2018) al Poké Trasladador.

### Pokémon HOME
El 28 de mayo del 2019, Pokémon HOME fue revelada como la aplicación sucesora del Banco de Pokémon. Lanzada en febrero del 2020, la aplicación está disponible para la Nintendo Switch y para smartphones, y tiene conectividad con el Banco de Pokémon, Let's Go, Pikachu! y Let's Go, Eevee!, Espada y Escudo y GO (con planes de incluir la conectividad con Diamante Brillante, Perla Reluciente y Leyendas: Arceus en algún punto en 2022). Los jugadores pueden conseguir una versión gratis que puede almacenar hasta 30 Pokémon o pueden comprar el plan prémium que les dejará almacenar hasta 6000, el doble que en el Banco de Pokémon.

## Crianza Pokémon
En Oro y Plata, se introdujo la crianza Pokémon. Se pueden obtener crías de Pokémon dentro del juego en una guardería Pokémon (育て屋 Sodateya?). Estas son negocios generalmente administrados por una persona o una pareja anciana, quienes crían a los Pokémon de los entrenadores a cambio de dinero. Si se deja a dos Pokémon compatibles, llegarán a producir un huevo (タマゴ tamago?) de Pokémon, el que el entrenador puede recoger gratis. Después de que el entrenador lo lleve durante una cierta distancia, el huevo eclosiona a un Pokémon joven, por lo general, de la etapa más baja en la línea evolutiva de su madre.

### Compatibilidad
La compatibilidad suele estar restringida a un Pokémon macho y una hembra. Además, a las especies de Pokémon se les asigna uno o más grupos de huevo (タマゴグループ Tamago Gurūpu?), lo que determina su compatibilidad para criar con otra especie. Un Pokémon puede pertenecer a hasta dos grupos de huevo; para criar, los dos Pokémon deben compartir al menos un grupo de huevo. Casi todas las especies de Pokémon, incluso aquellas cuyos miembros solo son machos o no poseen un sexo, pueden criar con un Ditto, el Pokémon capaz de cambiar de forma. En este caso, el huevo producido eclosionará a una cría de la línea evolutiva del Pokémon que se dejó con el Ditto. Sin embargo, dos Dittos no pueden criar para producir otro Ditto.
Algunas especies no pueden criar en absoluto, lo que incluye a todos los Pokémon legendarios, todos los Ultraentes, la mayoría de los Pokémon singulares, Nidorina y Nidoqueen (pero no Nidoran hembra), Unown y todos los Pokémon "bebés". A este grupo se le llama el grupo de huevo "desconocido". A pesar de que algunos Pokémon legendarios poseen un sexo, no pueden criar. Una circunstancia inusual involucra la relación de los Pokémon singulares Manaphy y Phione; ambos pueden criar con Ditto para crear un huevo que eclosiona a Phione, pero Phione no evoluciona a Manaphy. Este último se obtiene de un huevo desde los juegos de la saga Ranger, pero nunca criará para producir otro huevo de Manaphy.

### Herencia
Los Pokémon que eclosionan de huevos pueden heredar (遺伝 iden?) las características de sus padres. Tres de los IV del Pokémon los hereda de uno de sus padres y los otros tres se generan de manera aleatoria.
Los movimientos también pueden heredarse a través de la crianza. Los movimientos con los que comienza un Pokémon recién eclosionado se dividen en tres categorías: movimientos aprendidos, movimientos heredados y movimientos hereditarios o "movimientos de huevo". Los movimientos aprendidos son los que el Pokémon tendría naturalmente en su nivel inicial; los movimientos heredados son los que el Pokémon sería capaz de aprender en niveles más adelante o a través de MT; y los movimientos de huevo (タマゴわざ Tamago Waza?), heredados del padre (o cualquiera de los padres desde Pokémon X e Y), son los que el Pokémon no sería capaz de aprender normalmente. El Pokémon sí puede aprender el movimiento en este caso, ya que lo recibe de un padre de una especie diferente. Al nacer, la lista de movimientos del Pokémon joven estará llena con movimientos aprendidos. Sin embargo, si hay uno o más movimientos heredados o de huevo disponibles para que el Pokémon los aprenda, estos reemplazan a los movimientos aprendidos. Además, si uno de los padres tiene equipada una piedra eterna, la cría heredará su naturaleza.

## Edificios de combates
Además de los gimnasios Pokémon y otros combates para avanzar en la trama, se han incluido juegos secundarios y áreas que solo son accesibles luego de terminar la historia principal en ediciones posteriores de los juegos de Pokémon, los que prolongan la jugabilidad.

### Torre Batalla y Torneo Estrellas de Galar
La Torre Batalla (バトルタワー Batoru Tawā?), introducida por primera vez en Cristal, es una característica del juego que solo es accesible fuera de la historia principal, en la que el jugador se enfrenta a un entrenador tras otro con un equipo Pokémon limitado y recibe como premio objetos que de otra manera serían raros. La versión japonesa de Cristal, que poseía un adaptador de teléfono celular, permitía a los jugadores desafiar a otros a combates en la Torre Batalla. Las Torres Batalla que le siguieron aparecen en Rubí y Zafiro, la cual es similar a la de Cristal; y en Diamante y Perla, la cual tiene un personaje que actúa como jefe y un sistema de puntos parecido al de los Frentes Batalla.
En Espada y Escudo, el jugador puede participar en torneos en Estadio de Puntera. También pueden invitar a Lionel, a sus rivales y a los líderes de gimnasio para participar. Después de cumplir ciertos requisitos en el juego, la Torre Batalla abrirá y, en ella, el jugador puede recibir al Pokémon Código Cero, comprar MT, gastar puntos de batalla (PB) y combatir contra entrenadores en combates individuales o dobles, con un combate contra Lionel antes de que el jugador suba de nivel. Una vez que el jugador empieza la cuarta aventura en la expansión Las Nieves de la Corona, Lionel contactará al jugador y se desbloqueará el Torneo de Estrellas de Galar, un torneo de eliminación en un formato de combates múltiples. Al jugarlo por primera vez, el jugador puede hacer equipo con Paul o con Roxy. Después del primer torneo, el jugador puede hacerlo también con el mismo Paul, con Lionel, con Mostaz y con Peony, así como con otros líderes de gimnasio. El jugador no puede dinamaxizar cuando quiera; el juego escoge quién será capaz de conseguir la oportunidad de hacerlo, al igual que en las incursiones Dinamax. Si el jugador gana 15 veces, Tizonio y Dargo, quienes anteriormente causaron un alboroto en la región de Galar, se volverán compañeros de combate. El torneo se lleva a cabo en el Estadio de Puntera en Ciudad Puntera.

### Tienda de Batalla
En Esmeralda, también aparecen las Tiendas de Batalla (バトルテント Batoru Tento?), las que permiten que el jugador se encuentre con algunas de las mecánicas de combate de tres de los recintos del Frente Batalla. En lugar de PB, el jugador recibe como premio un objeto raro o caro.

### Frente Batalla
El Frente Batalla (バトルフロンティア Batoru Furontia?), introducido en Esmeralda, reemplaza a la Torre Batalla que se encuentra en Rubí y Zafiro. Además de tener su propia Torre Batalla con las mismas reglas de las anteriores, el Frente Batalla añade muchas otras mecánicas que hacen únicos a los combates al final del juego. Los ejemplos incluyen la prohibición del Palacio Batalla de elegir qué movimientos usa el Pokémon y los trueques de Pokémon de la Fábrica Batalla. En vez de premios, el jugador recibe PB que puede canjear por objetos raros o por MT. La Torre Batalla de Diamante y Perla utiliza este mismo sistema y la reemplaza un Frente Batalla en Platino. Oro HeartGold y Plata SoulSilver también tienen un Frente Batalla, idéntico al de Platino, en el mismo lugar donde estaba la Torre Batalla en Cristal. Después de una serie de combates en cada recinto, los jugadores pueden encontrarse con los ases del Frente Batalla (フロンティアブレーン Furontia Burēn?, "cerebro de la Frontera"), a quienes desafían de la misma manera que en todos los otros combates y, al derrotarlos, el jugador ganará un símbolo (シンボル Shinboru?) (en Esmeralda) o una estampa (きねんプリント Kinen Purinto?) (en Platino, Oro HeartGold y Plata SoulSilver). Se puede desafiar a los ases del Frente Batalla para obtener versiones más avanzadas de los símbolos o de las estampas (pasan de ser de plata a ser de oro). Los ases tienen Pokémon muy poderosos, a menudo incluso Pokémon legendarios, lo que hace que ganar sea aún más difícil que en la historia principal.

### Metro Batalla y Pokémon World Tournamet
El Metro Batalla (バトルサブウェイ Batoru Sabuwei?) es exclusivo de Negro y Blanco y actúa como la Torre Batalla de esos juegos, para lo cual toma la forma de un metro para combinar con el escenario de estos juegos, el cual está basado en la Ciudad de Nueva York . Al igual que en la Torre Batalla de Diamante y Perla y en los varios Frentes Batalla, los jugadores ganan PB y, después de una cierta cantidad de combates, desafían uno o a ambos líderes del Metro Batalla (サブウェイマスター Sabuwei Masutā?), según en qué tipo de combates estuvieron compitiendo (o sea, individual, doble o múltiple).
El Metro Batalla regresa en Negro 2 y Blanco 2, pero le acompañan dos áreas nuevas. La primera en llegar a los juegos es el Pokémon World Tournament (ポケモンワールドトーナメント Pokémon Wārudo Tōnamento?), donde el jugador participa en un torneo contra varios entrenadores NPC en una temática en particular y con un nivel límite, utilizando equipos asignados al azar o los descargados desde la CWF de Nintendo, con el objetivo de ganar PB. El lado más adelantado del Pokémon World Tournament es un torneo en el que se combate contra los líderes de gimnasio y contra los campeones de las ligas Pokémon de todas partes del mundo Pokémon, lo que le permite a los jugadores desafiar a personajes como Brock y Misty de Rojo y Azul, Lectro de Diamante y Perla, Lance de Oro y Plata o Máximo de Rubí y Zafiro.

### Rascacielos Negro y Cavernogal Blanco
En Negro 2, se introdujo el Rascacielos Negro (黒の摩天楼 Kuro no Matenrō?), el que se encuentra en Ciudad Negra; y, en Blanco 2, el Cavernogal Blanco (白の樹洞 Shiro no Judō?), el que se encuentra en el Bosque Blanco. En estos lugares, el jugador tiene que combatir contra una serie de entrenadores sin usar objetos y solo dependiendo de entrenadores enfermeros para restaurar la salud de su equipo. Al final, el jugador desafía al entrenador jefe y, más adelante, recibe un Pokémon raro por tener éxito.

### Mansión Batalla
La Mansión Batalla (バトルハウス Batoru Hausu?, "Casa Batalla") apareció por primera vez en Pokémon X e Y y solo se puede acceder a ella después de que el jugador completa la historia principal. Es similar al Frente Batalla y al Metro Batalla, ya que tiene diferentes tipos de combate para escoger: individual, doble, triple, rotatorio y múltiple. Luego, el jugador entra a un torneo donde se le desafía a numerosos combates contra entrenadores al azar. Después de ganar un combate, el jugador recibe un PB, lo que más tarde sirve para comprar objetos, vitaminas y MT. Después de ganar 21 combates, el jugador tiene que combatir contra la entrenadora más fuerte, conocida como la dama del combate. Según el tipo que escogió, el jugador combate contra una dama del combate diferente. Si el jugador derrota a 50 entrenadores, tiene la posibilidad de combatir contra una de las damas del combate otra vez; y solo esta vez, utilizan Pokémon legendarios (por ejemplo, Zapdos, Moltres o Articuno). Otra característica similar es el Bastión Batalla (バトルシャトー Batoru Shatō?), donde el jugador avanza a través de un sistema de títulos basado en el sistema de nobleza francés después de combatir contra entrenadores cada vez más difíciles de vencer, incluyendo la posibilidad de combatir contra los líderes de gimnasio, contra los miembros del Alto Mando y contra el campeón en el mismo sistema.
En Rubí Omega y Zafiro Alfa, la Mansión Batalla regresa, pero el Frente Batalla, el cual estaba presente en los Rubí y Zafiro originales, no aparece y se da a entender que está en producción. Esta Mansión Batalla es muy similar a la de Pokémon X e Y, pero no se pueden comprar TM; en su lugar, las reemplazan otros objetos.[cita requerida]

### Battle Royal y Árbol de Combate
El Battle Royal (バトルロイヤル Batoru Roiyaru?) hizo su debut en Sol y Luna e involucra a cuatro entrenadores combatiendo contra cada uno al mismo tiempo. Después de convertirse en el campeón, el jugador puede acceder al Árbol de Combate (バトルツリー Batoru Tsuri?) en la Pendiente de Poni. El Árbol de Combate es similar a la Mansión Batalla, al Metro Batalla y a las Torres Batalla de las generaciones anteriores. En el vigésimo combate de los retos normales y en el quincuagésimo supercombate, se desafiará a un entrenador poderoso conocido como campeón legendario.

## Competiciones
Además de los combates, se han introducido varias competiciones Pokémon durante la serie para proporcionar algunos minijuegos alternativos.

### Concursos Pokémon
Los concursos Pokémon (ポケモンコンテスト Pokémon Kontesuto?) son competiciones de talento entre los entrenadores y sus compañeros Pokémon. Estos concursos son diferentes a los combates, ya que prueban el talento en lugar del poder. Aparecieron por primera vez en Rubí y Zafiro y volvieron a hacerlo más adelante en Esmeralda, Diamante, Perla, Platino, Rubí Omega, Zafiro Alfa, Diamante Brillante y Perla Reluciente. En los dos últimos, se cambió el nombre de los concursos a Galas Superconcurso.

#### Condiciones y niveles
Hay cinco cualidades (o tipos) a las que puede entrar un Pokémon: belleza, dulzura, carisma, dureza e ingenio. Además, hay cuatro niveles de concursos: normal, alto, avanzado y experto. Para entrar, un entrenador tiene que ir al edificio de concursos que celebre uno del nivel apropiado y, en los niveles más altos que el normal, el Pokémon participante debe haber ganado el concurso de la cualidad seleccionada en el nivel anterior. En Diamante y Perla, los concursos se llaman súper concursos y los cuatro niveles se llaman normal, difícil, superior y experto. Desde Diamante Brillante y Perla Reluciente, los concursos se llaman Galas Superconcursos.

#### Pruebas de exhibición

##### Exhibición visual
Llamada así en Diamante y Perla, esta es una exhibición en la que el Pokémon se muestra al público, quienes entonces votan por su favorito. El Pokémon obtendrá más puntos aquí si tiene una buena condición en la cualidad seleccionada, lo que se puede aumentar con Pokécubos. En Diamante y Perla, los pokochos reemplazan a los Pokécubos y el jugador también puede utilizar el stylus para vestir a su Pokémon con ciertos accesorios (アクセサリー Akusesarī?) para que combine con el tema del concurso.

##### Exhibición de danza
Esta segunda exhibición apareció por primera vez en Diamante y Perla. En ella, los Pokémon participantes se unen en una rutina de baile. Se evalúa al Pokémon principal según su capacidad para seguir el ritmo y los demás Pokémon tienen que imitar sus pasos. Los cuatro participantes toman turnos para ser el principal.

##### Exhibición de movimientos
La última exhibición comprende unas cuantas rondas y se ordenan los Pokémon en secuencia según su desempeño en la ronda anterior. En cada ronda, el jugador escoge un movimiento Pokémon para efectuarlo ante de juez y, en Diamante y Perla, los jugadores también escogen a cuál de los tres jueces apelar. Todos los movimientos tienen un tipo, un valor de exhibición y un efecto. Utilizar una buena combinación le dará más puntos de exhibición al Pokémon, pero usar el mismo movimiento dos veces seguidas será menos efectivo. Los movimientos pueden tener muchos efectos, como perjudicar a los Pokémon anteriores para reducir su atractivo o volver aleatorio el orden de exhibición de la ronda siguiente. Después de que terminan las exhibiciones, se muestran los resultados y el Pokémon con la mayor cantidad de puntos totales gana una cinta.

#### Dulces necesarios

##### Pokécubos
Los Pokécubos (ポロック Porokku?, "Polocks"), introducidos en Rubí y Zafiro, son caramelos usados para aumentar las cualidades de concurso y la lealtad de un Pokémon. Los Pokécubos se crean a partir de bayas en el minijuego de la licuabayas, el que se puede jugar entre dos y hasta cuatro jugadores, sean personas o NPC. El tipo de baya que utilizan todos los participantes afecta a la cualidad y a la efectividad del Pokécubo resultante. Estos caramelos también se pueden utilizar en las Zonas Safari para atraer a Pokémon salvajes.

##### Pokochos
Los pokochos (ポフィン Pofin?) son un tipo de dulces horneados y aparecieron por primera vez en Diamante y Perla como un reemplazo de los Pokécubos. Los pokochos se fabrican añadiendo una baya a una masa en una olla y batiendo la mezcla con un stylus usando la pantalla táctil de la Nintendo DS. Los Pokochos se pueden hornear solo con compañeros humanos y puede hacerse de a una persona o hasta con otras tres más e inalámbricamente.

### Pokéathlon
En Oro HeartGold y Plata SoulSilver, en lugar del minijuego de los concursos, existe una competición atlética llamada Pokéathlon (ポケスロン Pokesuron?), cuyo nombre es una combinación entre las palabras Pokémon y triatlón. Las competencias van desde eventos de atletismo, como carreras de vallas o de relevos, hasta una pelea de bolas de nieve y un juego parecido al pachinko.

#### Bongurchata
Las estadísticas de un Pokémon se pueden incrementar consumiendo "bongurchata" (ボンドリンク Bon Dorinku?, "Bebida Bon"), una bebida que se fabrica a partir de frutas conocidas como bonguri, las que el jugador puede encontrar en el mundo Pokémon. Al meter algunos bonguri en una licuadora y hacer que el personaje del jugador siga una cierta cantidad de pasos, se mezclan los bonguris en una bebida parecida a un batido. Se puede repetir el proceso múltiples veces, añadiendo cada vez más bonguris a la mezcla y batirlos. La cantidad de veces que se repite el proceso y la variedad de bonguris utilizados afectan al tipo y a la efectividad de la bongurchata resultante. La bongurchata aumenta una de las cinco características adicionales, conocidas como rendimiento, que solo existen para el Pokéathlon y son velocidad, fortaleza, precisión, resistencia y salto.

### Musical Pokémon
En Negro y Blanco, los musicales Pokémon (ポケモンミュージカル Pokémon Myūjikaru?) reemplazan al minijuego de los concursos. En lugar de preparar a los Pokémon con Pokécubos, pokochos o bongurchata, simplemente se les viste con accesorios que el Pokémon puede agitar en el escenario mientras baila al ritmo de varias piezas musicales; el jugador no controla al Pokémon durante ese momento, excepto intentando encantar a la audiencia con objetos especiales. Si al público le gusta la actuación, le dan más elogios al jugador al final y en persona. El jugador sí puede controlar el ángulo de la cámara durante la actuación.

### Estudios Cinematográficos Pokéwood
En Negro 2 y Blanco 2, añadieron otro minijuego llamado Estudios Cinematográficos Pokéwood (ポケウッド Pokeuddo?, "Pokéwood"). En él, el jugador se une al elenco de una película y participa en un combate actuado contra un oponente en un croma mientras elige opciones de diálogo que concuerden con el guion de la película y completa un objetivo dentro de un conjunto específico de turnos. De acuerdo con qué tan bueno sea el desempeño del jugador según el guion, este recibe objetos de parte del público que asiste al estreno de la película y desbloquea más películas en las que puede ser partícipe.

## DLC deEspadayEscudo
El primer DLC para Espada y Escudo se llama La Isla de la Armadura y su lanzamiento fue el 17 de junio del 2020. En él, se añadieron nuevas áreas y nuevos Pokémon al juego, así como diferentes formas regionales de algunos que ya existían. También se añadieron nuevas mecánicas al juego, por ejemplo, el Cramobot. La segunda parte del DLC es Las Nieves de la Corona, en la que se desbloquea otra área nueva en la región de Galar e introduce nuevos Pokémon legendarios, así como también un modo cooperativo. Su lanzamiento fue el 22 de octubre del 2020 (en Estados Unidos) y al día siguiente en Europa. En ambos DLC, los Pokémon pueden seguir al jugador.